# Park an der Ilm
Der Park an der Ilm (kurz Ilmpark) ist der größte und bekannteste Landschaftspark in Weimar (Thüringen). Er wurde seit seiner Errichtung im 18. Jahrhundert unter Beteiligung von Johann Wolfgang von Goethe kaum verändert und zählt damit zu den am besten erhaltenen Parkanlagen des Klassizismus und der Romantik. Charakteristisch sind seine Sichtachsen, die Brücken über die Ilm-Bögen, die vielseitigen Parkarchitekturen und der wertvolle Baumbestand, der zum Teil aus Übersee stammt. Der Ilmpark ist Teil des Ensembles Klassisches Weimar, das 1998 von der UNESCO in die Welterbeliste aufgenommen wurde.

## Lage

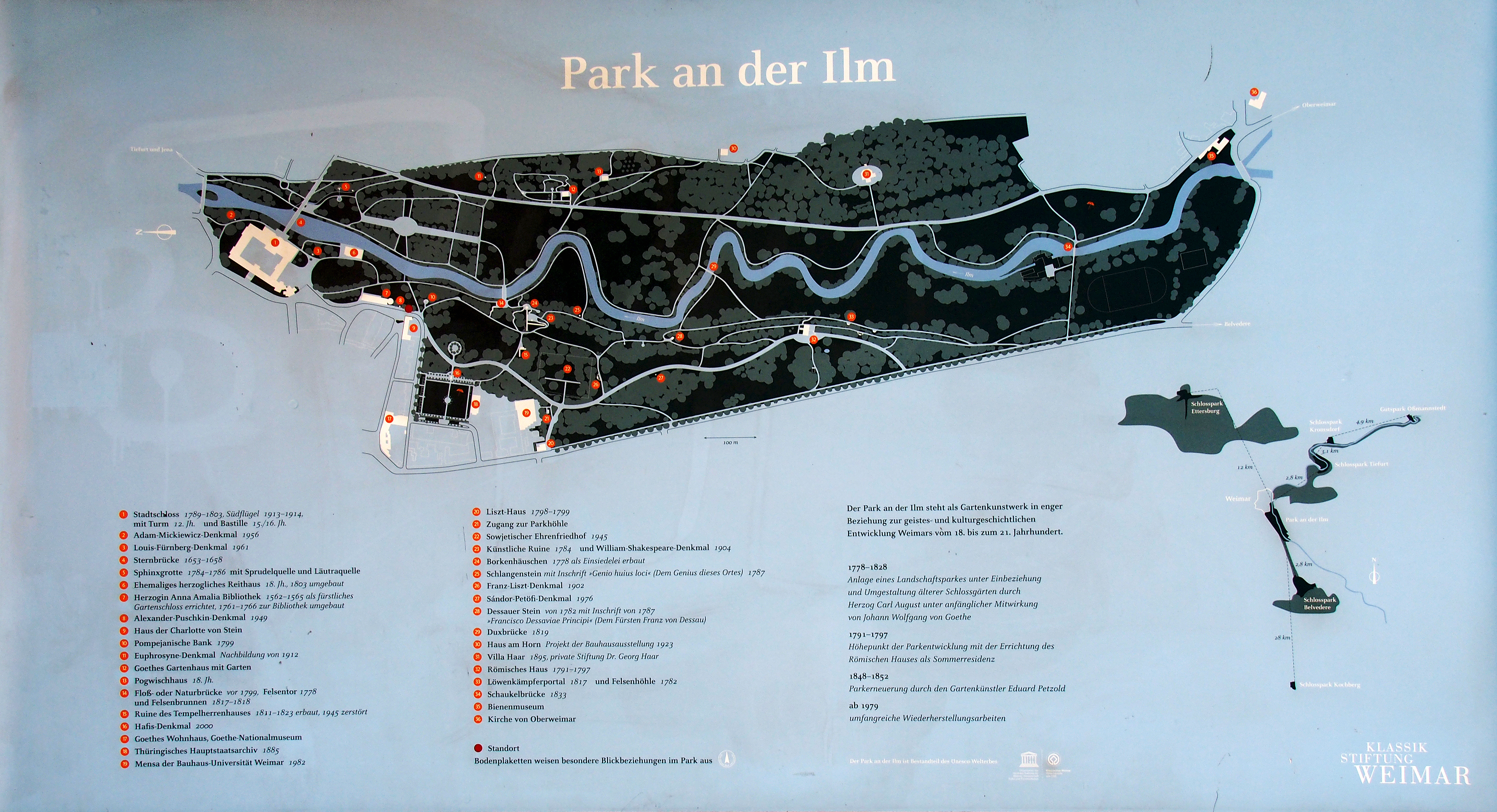
Übersichtsplan

Der Park an der Ilm hat eine Fläche von 48 Hektar und erstreckt sich beiderseits der Ilm über eine Länge von 1,6 km und eine Breite von ca. 300 m vom Weimarer Stadtschloss im Norden bis zum Weimarer Stadtteil Oberweimar im Süden. Dort beginnt die Ilmstraße. Dabei ist der Park Teil eines kilometerlangen Grünzugs, der ilmaufwärts bis zum Fuße des Schlossparks Belvedere und ilmabwärts bis zum Schlosspark Tiefurt reicht. Der eigentliche Park an der Ilm unterteilt sich in den Goethe-Park und den Dux-Garten. Diese beiden Teile sind mit einer über die Ilm führenden Brücke, der Dux-Brücke, miteinander verbunden. Nördlich und westlich des Ilmparks befindet sich die Parkvorstadt. Diese Teile gehörten einst auch zum Ilmpark.

## Geschichte

### Vorgeschichte

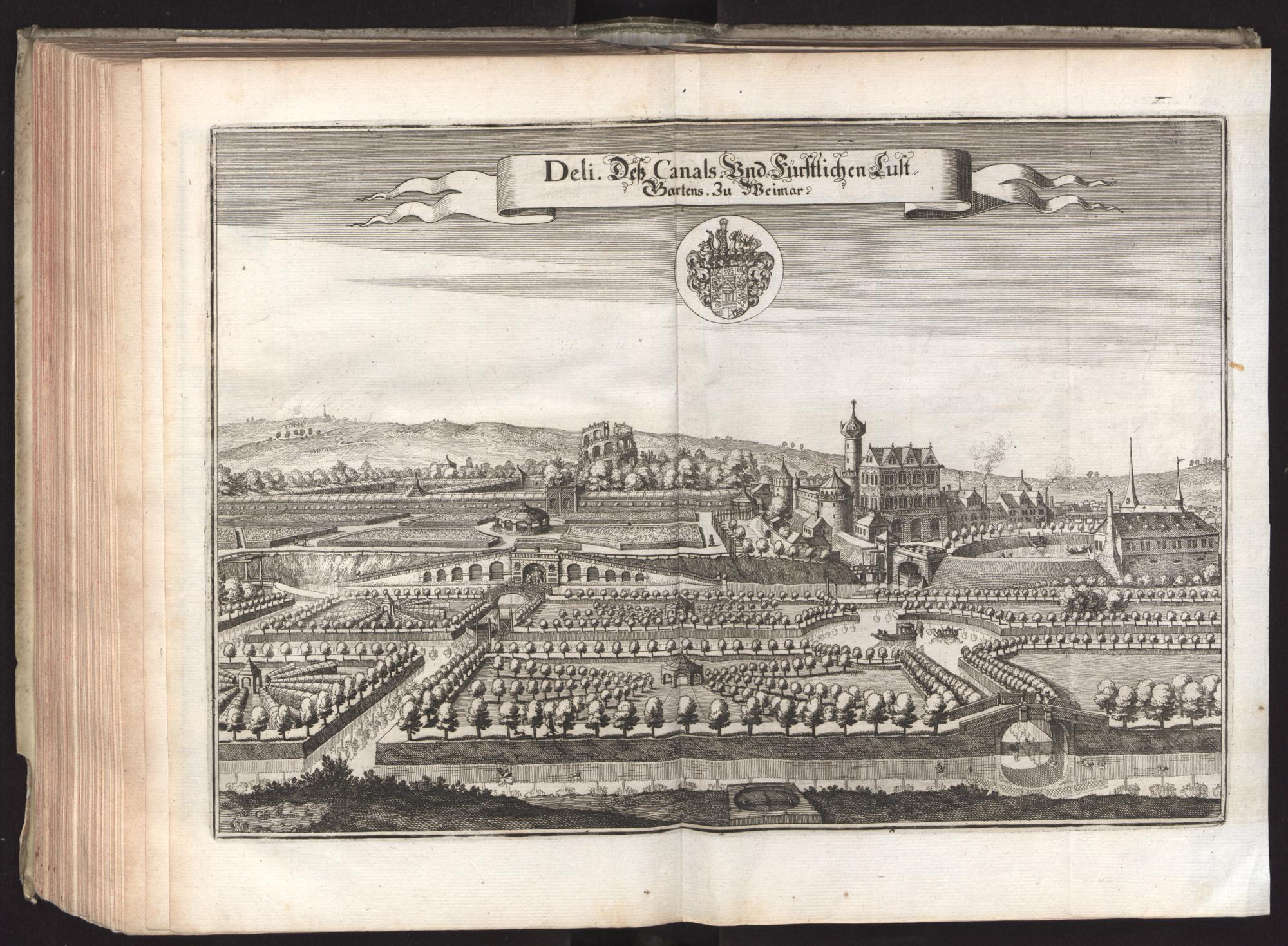
Vorgänger des Parks an der Ilm war der Lustgarten; Stich von Caspar Merian (um 1650)

Erste Parkanlagen an der Ilm entstanden bereits im 14. Jahrhundert wie die Schlossgärten mit dem Baumgarten am Schwansee um 1370 bis zu seinem Untergang 1613 sowie der Welsche Garten, ein Barockgarten, der jenem folgte. Die Entwicklung der Schlossgärten und des späteren Ilmparks ist eng verbunden mit der Entwicklung des Schlosses selbst. Diese Gärten waren nicht nur Schauanlagen, sondern auch Nutzgärten. Vor der Anlage des Ilmparks ging dem eine lange Verfallsphase der Schlossgärten voraus. Überreste von ihnen gibt es nicht, da die Umgestaltung zu einer kompletten Entfernung aller Pflanzen und Wege führte. Der Baumgarten war in seiner Gründungsphase zunächst ein Obstgarten, der auch als Lustgarten genutzt wurde. Er entstand mit dem Bau der Burg Weimar. Die erste Erwähnung von Gärten erfolgte in der Zeit, als Weimar von den Wettinern übernommen wurde. Die Besitzungen des Grafen Hermann VIII. von Weimar und Orlamünde gingen nach dessen Tod 1373 in die Hände der Markgrafen Friedrich III., Balthasar und Wilhelm, über. In unmittelbarer Nähe der Burg wurde ein baumgarten gensyt der Ylmena erwähnt. 1487 ist von einem nuwen Baumgarten die Rede. Um 1512 soll der Baumgarten auch Renngarten geheißen haben, weil sich dort eine Rennbahn befunden hatte.

Das Ende des Baumgartens kam mit dem als Thüringer Sintflut bezeichneten Unwetter vom 29. Mai 1613, das sowohl die Lustgärten als auch die wirtschaftlich genutzten Anlagen derart vollständig zerstörte, dass die Herzogin Dorothea Maria auf deren Wiederaufbau verzichtete. Danach fiel dieser Bereich in eine Art Dornröschenschlaf und blieb zunächst reiner Nutzgarten, zumal der Dreißigjährige Krieg gartenkünstlerischen Aktivitäten im Wege stand. Diese kamen erst ab 1648 unter Herzog Wilhelm langsam in Gang. Ab 1685 taucht ein Sterngarten auf – obwohl offenbar existent, wurde er zunächst nicht unter die herzoglichen Gärten gezählt. Der Stern spielte im Folgenden für die weitere Geschichte bei der Gestaltung des Ilmparks eine Rolle. Auch die Schnecke, die im Hintergrund des etwa 1650 entstandenen Stichs von C. Merian dargestellt ist, spielte noch bei der Umgestaltung des Welschen Gartens eine Rolle, weil eine 1794 entstandene Darstellung des oberen Einganges zur Schnecke im Park von Georg Melchior Kraus gibt, der allerdings bereits eine gewisse Reduzierung erfuhr. Ab 1739 sprach der Chronist G. A. Wette von einer Stern-Wiese. In der Nähe lagen auch Fischteiche. Der Floßgraben und die Floßbrücke werden in den Quellen häufiger erwähnt. Nach einer Blütephase unter der Regentschaft Herzog Wilhelm Ernst 1683 bis 1728 und einer letzten Blütezeit unter Herzog Johann Ernst 1728 bis 1748 verfiel der Garten langsam bis 1775, auch ohne direkten Bezug zum Siebenjährigen Krieg.

### Entstehung des Ilmparks

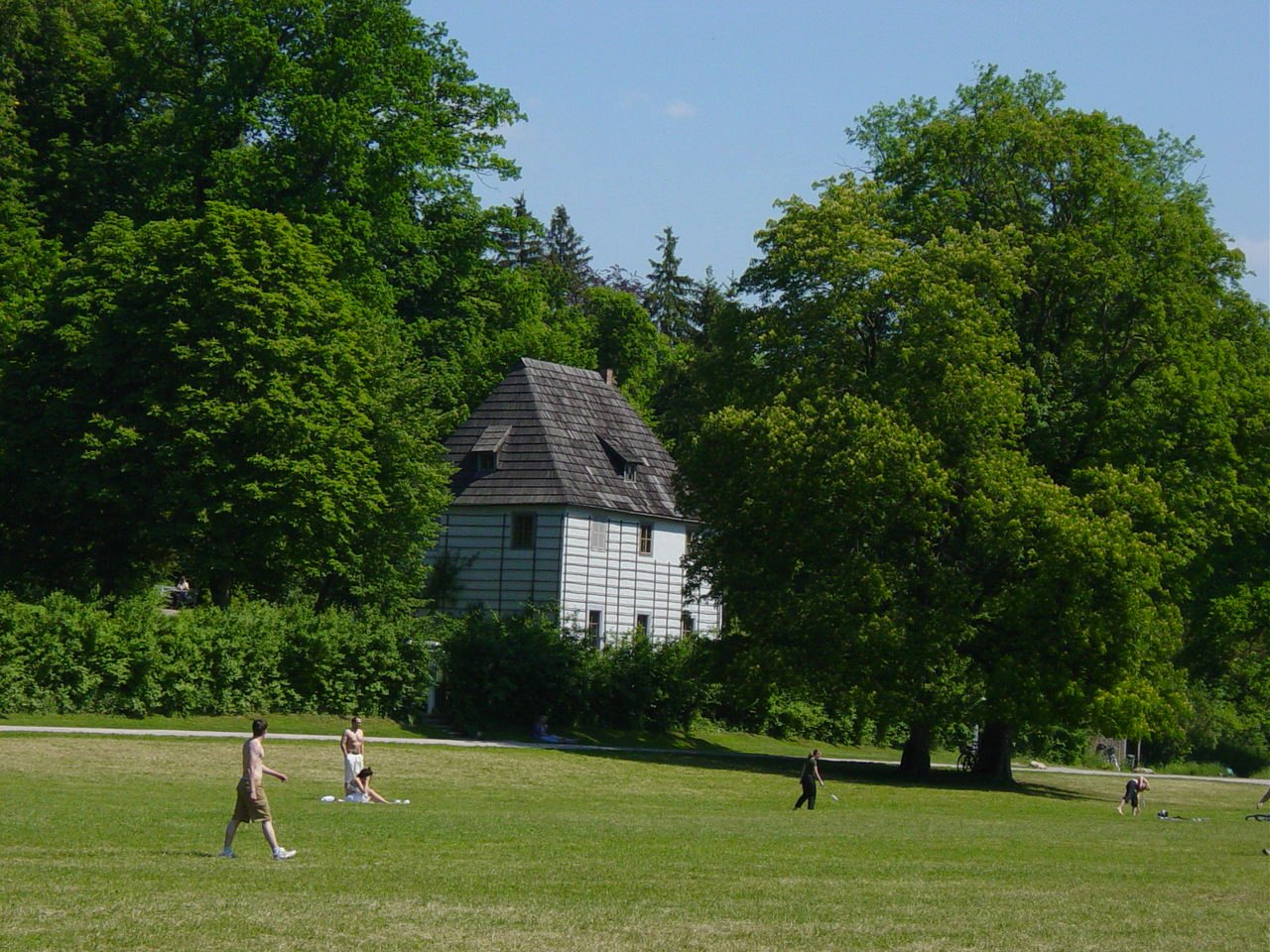
Goethes Gartenhaus am östlichen Hang des Ilmparks

Die Gestaltung des Parks begann 1776 unter maßgeblicher Einflussnahme durch Johann Wolfgang Goethe im Stil eines sentimentalen englischen Landschaftsgartens. Der ehemalige Lustgarten, der zuvor noch an die Formensprache des Barock angelehnt war, erfuhr damit eine radikale Umgestaltung. Der älteste erhalten gebliebene Teil des Parks ist die Felsentreppe als Nadelöhr nahe der Floßbrücke, welches Goethe in Erinnerung an den Freitod der Christiane Henriette Sophie von Laßberg, von Goethe genannt Christel von Laßberg,
anlegen ließ. Es soll sich um den livländischen Baron von Wrangel gehandelt haben, in den sie sich unglücklich verliebt hatte. Außer der Felsentreppe ist das Borkenhäuschen, welches ein Rückzugsort für Karl August war, der älteste erhaltene Bestandteil des Ilmparks. Der an der Parkhöhle befindliche Felsenbrunnen ist natürlichen Ursprungs. Dieses ist der einzige übrig gebliebene Teil des sogenannten Luisenklosters, wo zuvor der alte Pulverturm stand, welcher in das Luisenkloster einbezogen wurde. Es diente gewissermaßen als Theaterkulisse. In dessen Nähe wurde auch die künstliche Ruine 1784 errichtet, in welche die alte Schießmauer einbezogen bzw. umgestaltet wurde. Namensgeberin war die Herzogin Luise, zu deren Namenstag, dem 9. Juli 1778 dieses angelegt wurde. Im Frühjahr 1776 erwarb Goethe auch das nach ihm benannte Gartenhaus am Osthang des Parks, das möglicherweise vormals ein Winzerhaus war, da dort bis zur Mitte des 17. Jahrhunderts Weinbau betrieben wurde, was zur Zeit Goethes allerdings nicht mehr der Fall war. Danach wurde der Hang zur Obstwiese, auf der auch Gemüse angebaut wurde. Dies ist auf einer Darstellung aus dem Jahr 1777 von Georg Melchior Kraus zu sehen, der einige Ansichten von Teilen des Ilmparks schuf. Im Garten befindet sich der Stein des guten Glücks. Bei der Parkgestaltung wurde auf die Erfahrungen bei der Anlage des Wörlitzer Parks zurückgegriffen, was auf die engen Beziehungen zwischen dem Weimarer Großherzog Karl August und Fürst Franz von Anhalt-Dessau zurückzuführen ist. Zur Erinnerung und als Symbol seiner Freundschaft mit dem Fürsten von Dessau ließ Karl August 1782 am Westufer der Ilm aus einer fünf Meter hohen Travertinplatte den Dessauer Stein im Park errichten, welcher auf einer 1787 eingelassenen Tafel aus Sandstein die Inschrift „Francisco Dessaviae Principi“ trägt. Dieser große Stein wurde bereits November 1782 an einer Wegbiegung in der Kalten Küche aufgerichtet. Es wurden auch kleinere Travertinsteine am Fuße mit angeordnet. Dieses wiederum ist Adam Friedrich Oesers letzte Arbeit für Weimar im direkten Zusammenwirken mit Goethe. Oeser fertigte allerdings auch danach für Tiefurt für die Herzogin Anna Amalia noch mehrere Entwürfe. Bemerkenswert ist die Ähnlichkeit des Tiefurter Herderdenkmal mit der des Dessauersteins. Einer Laune des Herzogs Carl August verdankte im Spätherbst 1799 der von Martin Gottlieb Klauer geschaffene Stein Remember Leo südlich des Tempelherrenhauses seine Aufstellung. Remember Leo ist seine Inschrift. Damit wurde dem Hund Leo von Charles Gore, der bei Hofe sehr geschätzt war, gedacht. Die Weimarer Bevölkerung nahm daran jedoch derart Anstoß, dass wochenlang Nachtwachen gehalten werden mussten.
Nicht nur die Parkarchitektur wurde durch Folgen des Zweiten Weltkrieges zerstört oder beschädigt, sondern auch die Bepflanzungen wurden schwer in Mitleidenschaft gezogen. Unter der Leitung von Hermann Schüttauf erfolgte in den 1950er Jahren die Rekonstruktion bzw. Wiederanpflanzung.

### Beschreibung
Goethes Gartenhaus und das ihm am anderen Ilmufer gegenüber liegende Römische Haus, welche beide zu den meistbesuchten Sehenswürdigkeiten Weimars gehören, bilden die Akzente der Parkgestaltung, die durch klare Sichtbeziehungen und zahlreiche architektonische Details wie Denkmale, Figuren und Brücken (z. B. die Schaukelbrücke) bestimmt werden. Im Teil des Dux-Gartens befindet sich u. a. das 1904 aufgestellte und vom Bildhauer Otto Lessing im Auftrag der 1864 in Weimar gegründeten Deutschen Shakespeare-Gesellschaft geschaffene erste Shakespeare-Denkmal auf europäischem Festland.
Weitere Dichter, denen Büsten im Ilmpark geweiht wurden, sind Louis Fürnberg, Adam Mickiewicz, Sándor Petőfi und Alexander Puschkin, die sich im Goethe-Park befinden. Neben den Büsten gibt es an verschiedenen Stellen im Park weitere Gestaltungselemente, so den Schlangenstein von Martin Gottlieb Klauer oder das Löwenkämpferportal von Johann Peter Kaufmann. Über die vielen Wanderwege im Ilmpark führt unter anderem auch der Ilmtal-Radweg. Im Untergrund gibt es die Parkhöhle, die sich aus mehreren Stollen des ehemaligen Travertin-Abbaus zusammensetzt und erst seit 1997 für die Öffentlichkeit zugängig ist. Der Eingang liegt unweit des Liszt-Hauses Weimar. In dessen Nähe wiederum ist 1902 auch ein 1902 entstandenes Denkmal 1902 für den Komponisten zu finden, geschaffen vom Bildhauer Hermann Hahn, errichtet wurde. Auch ein unter Denkmalschutz stehender Steintisch ist in der Nähe des Liszt-Hauses. 1803/04 bekam das unweit der Herzogin Anna Amalia Bibliothek befindliche Reithaus seine heutige Gestalt durch den Architekten Heinrich Gentz. Bemerkenswert ist auch die 1912 entstandene Kopie des Euphrosyne-Denkmals unweit des Goethe-Gartenhauses, in dessen Nachbarschaft sich das Pogwisch-Haus befindet.
Mit dem Umbau des Tempelherrenhauses 1823 war, abgesehen von der 1833 erfolgten Errichtung der Hängebrücke, die architektonische Entwicklung des Parkes im Wesentlichen abgeschlossen. Zuvor wurden 1808 die Schnecke und 1811 der Gotische Salon abgebrochen. Unter dem Hofgärtner Eduard Petzold erfolgte zwischen 1848 und 1852 eine Umgestaltung der Parkbepflanzung dergestalt, dass die Parkarchitekturen wie das Goethesche Gartenhaus und das Römische Haus durch Sichtachsen – bewusst wahrnehmbar – in Beziehung gesetzt wurden. Eine gewisse Ausnahme bildet der von 1883 bis 1885 errichtete Bau des Hauptstaatsarchiv Weimar durch Carl Heinrich Ferdinand Streichhan auf dem Beethovenplatz, auf dem sich der Welsche Garten befand und durch die Baumstellungen noch etwas daran erinnert wird. Dort befindet sich seit 2000 das Goethe-Hafis-Denkmal, welches von der UNESCO gestiftet und von dem iranischen Präsidenten Mohammed Chatami und dem Bundespräsidenten Johannes Rau eingeweiht wurde.
Nach dem Ende des Zweiten Weltkriegs, 1945/1946 wurde ein sowjetischer Ehrenfriedhof eingerichtet.
Der Baumbestand des Parks umfasst unter anderem: Ginkgo, Schwarznuss, Tulpenbäume, Hemlockstanne, Pfaffenhütchen, Schwarzerlen, Silberweiden, Kaukasische Flügelnuss, Krimlinde, Mispel und Sumpfzypressen.

Architekturen im Ilmpark
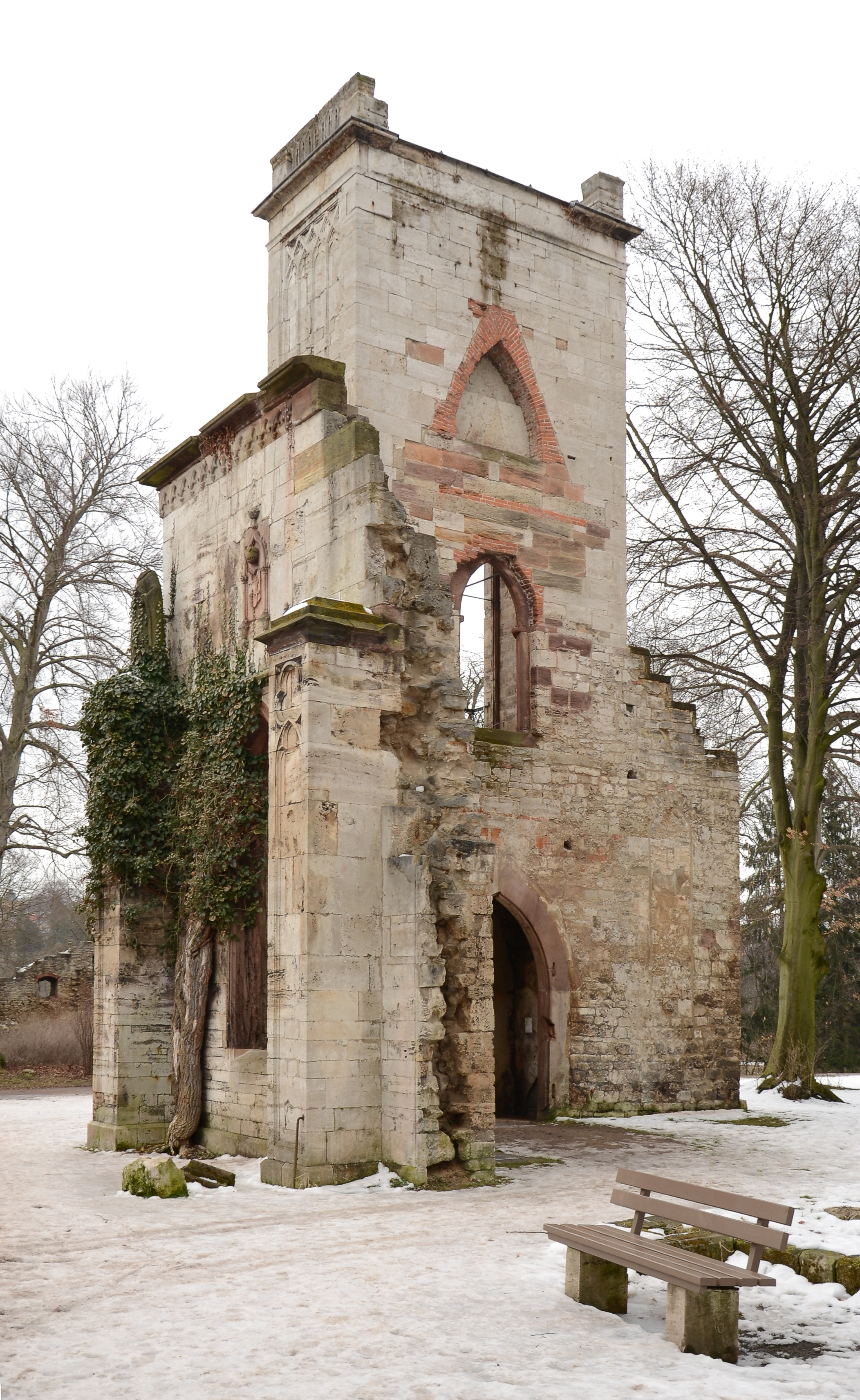
Ruine des 1945 durch einen Bombenangriff zerstörten Tempelherrenhauses
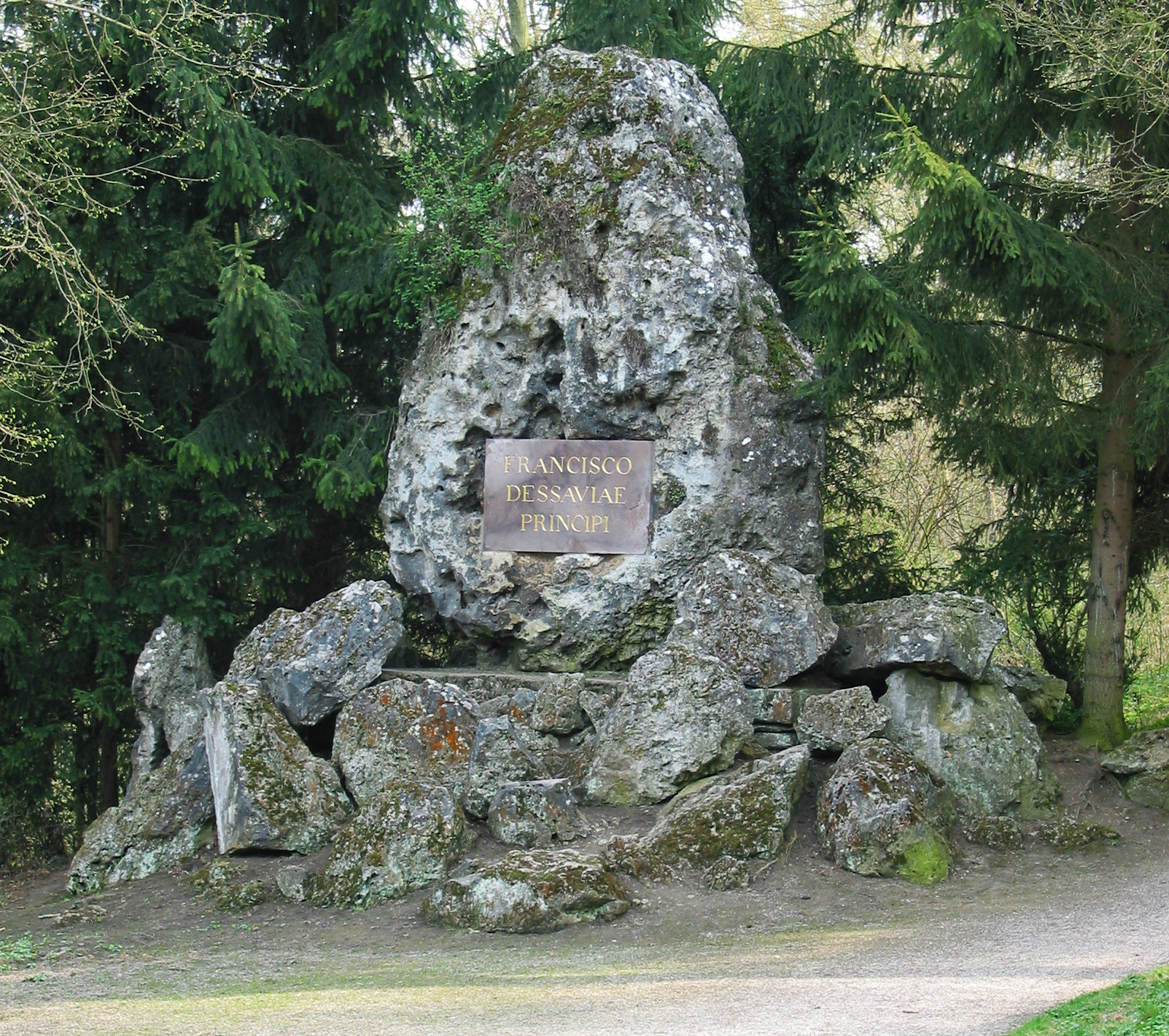
Dessauer Stein von 1782 zum Tode des Fürsten Franz von Anhalt-Dessau
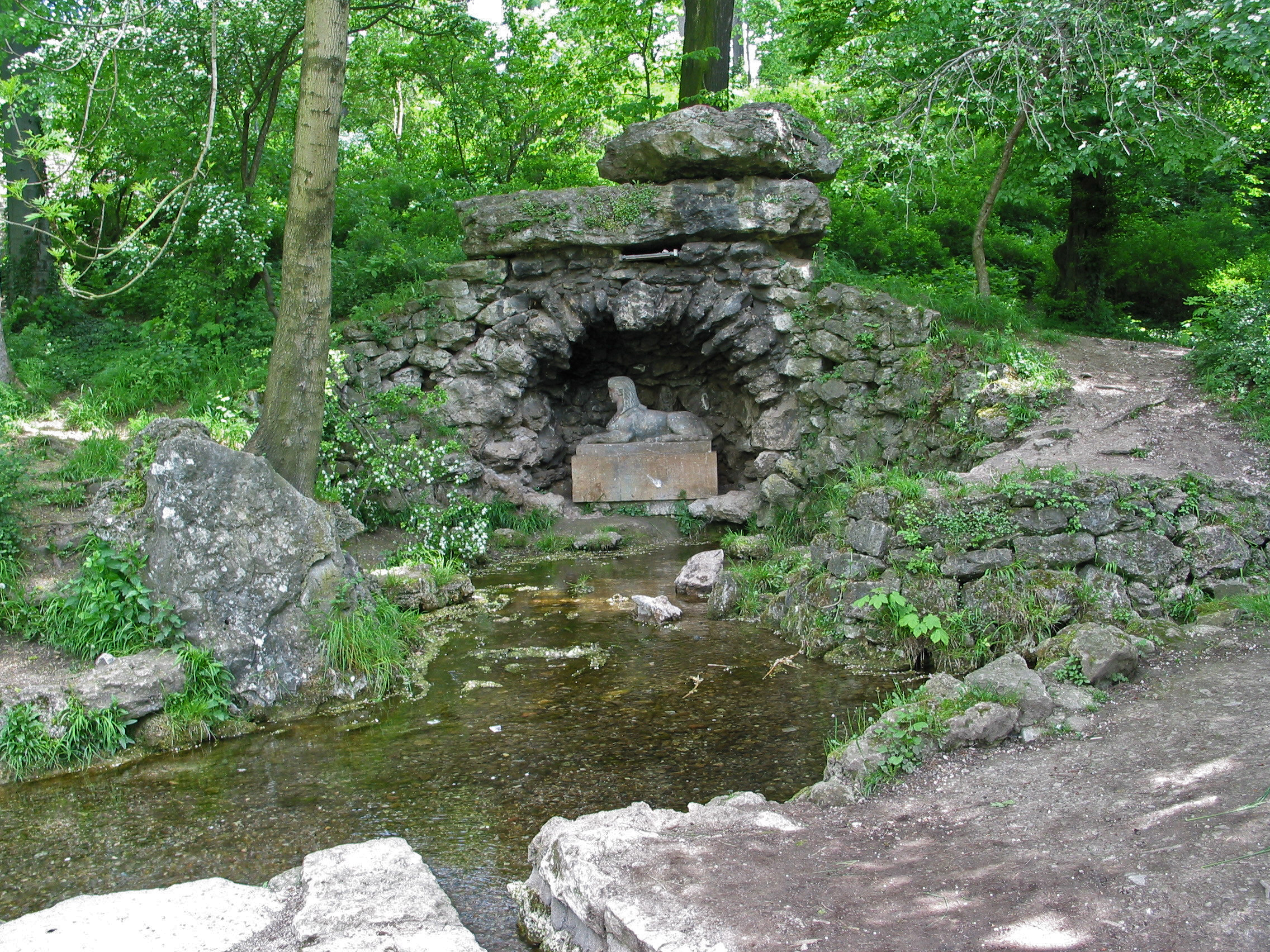
Sphinxgrotte neben der Leutraquelle (1784–86 errichtet)
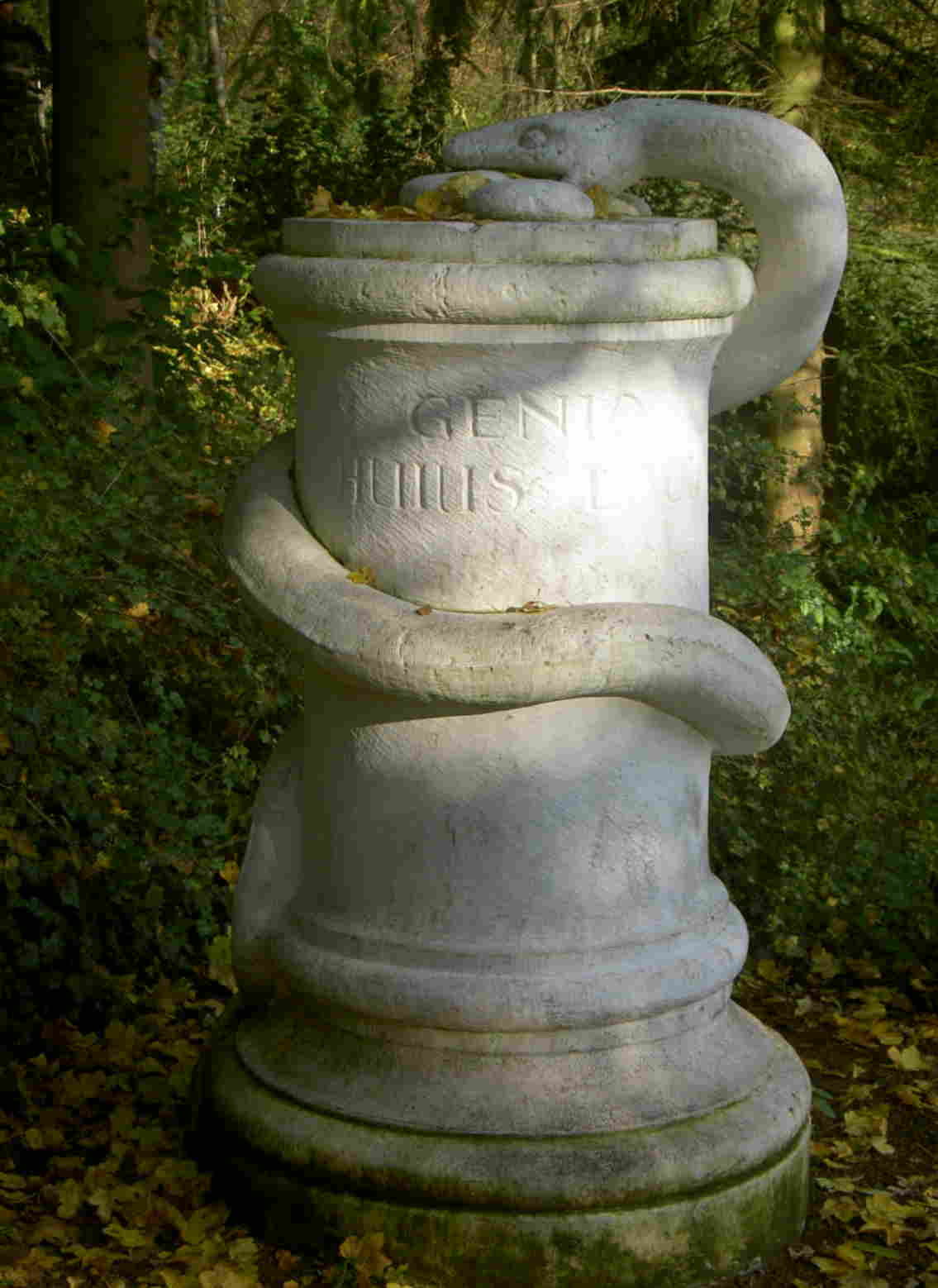
Schlangenstein am westlichen Ilmsteilufer von Martin Gottlieb Klauer (1787)
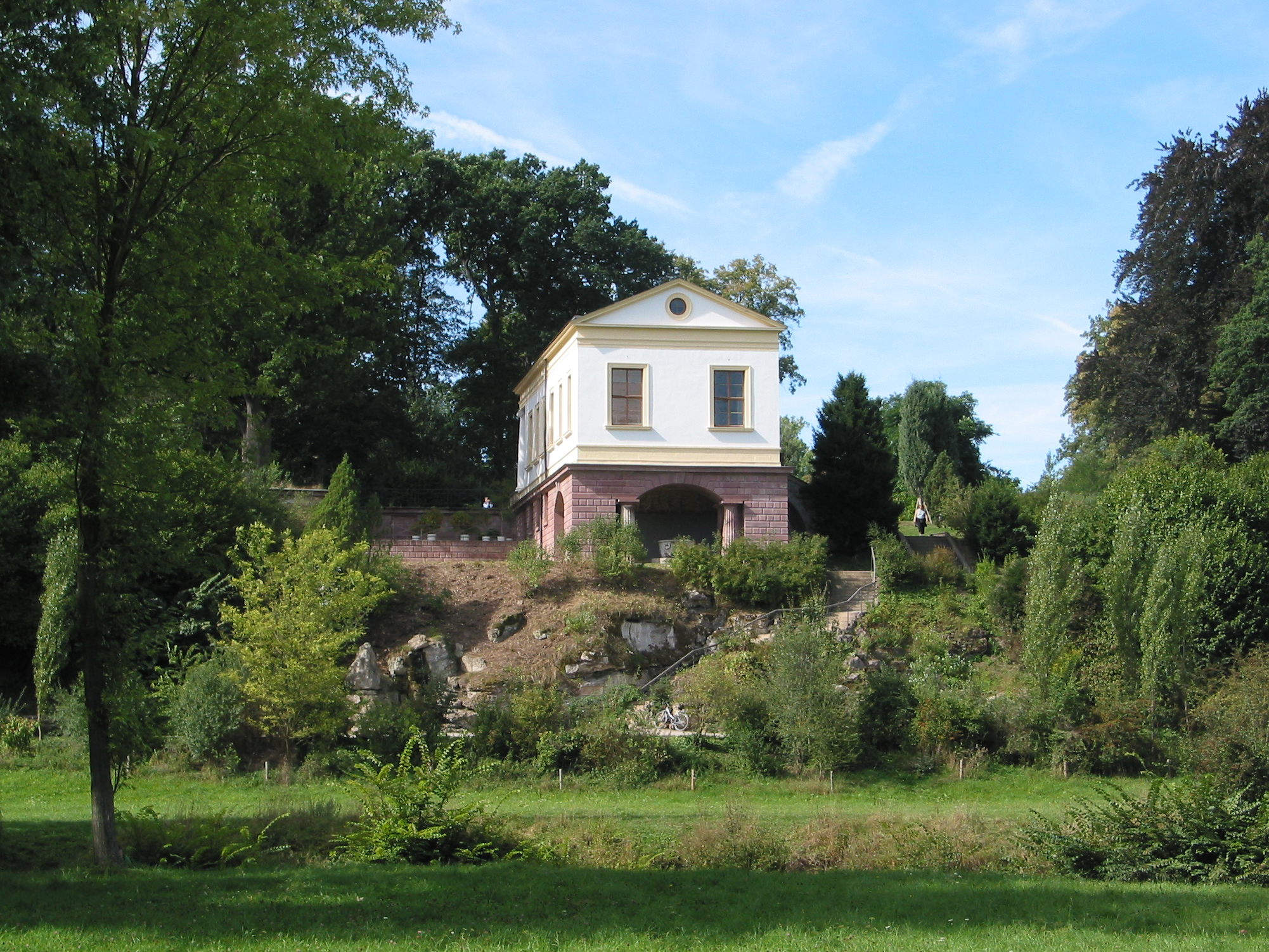
Das Römische Haus, 1791–1798 als Gartenhaus für Herzog Carl August erbaut
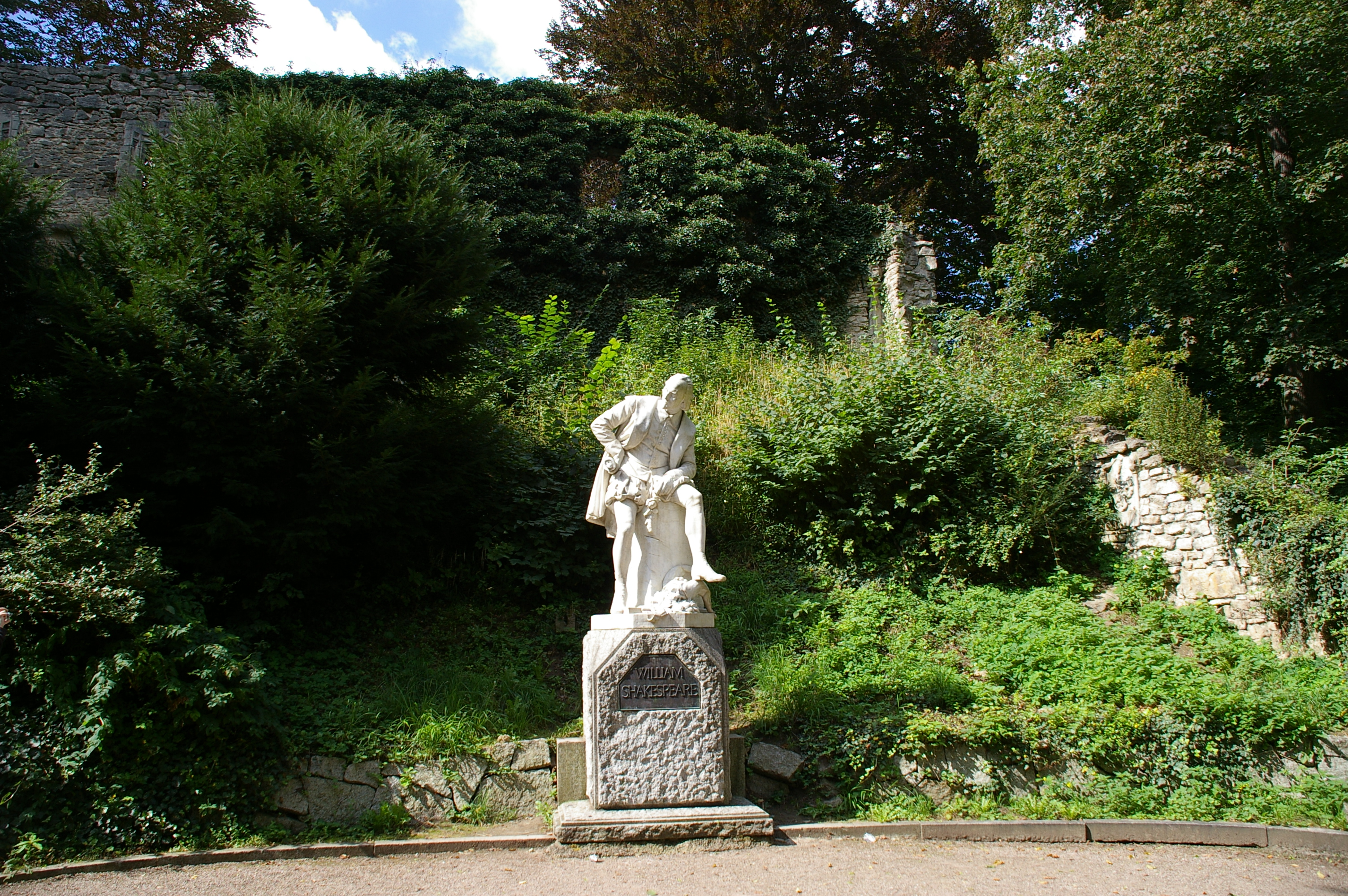
Das Shakespeare-Denkmal vor der künstlichen Ruine im Ilmpark
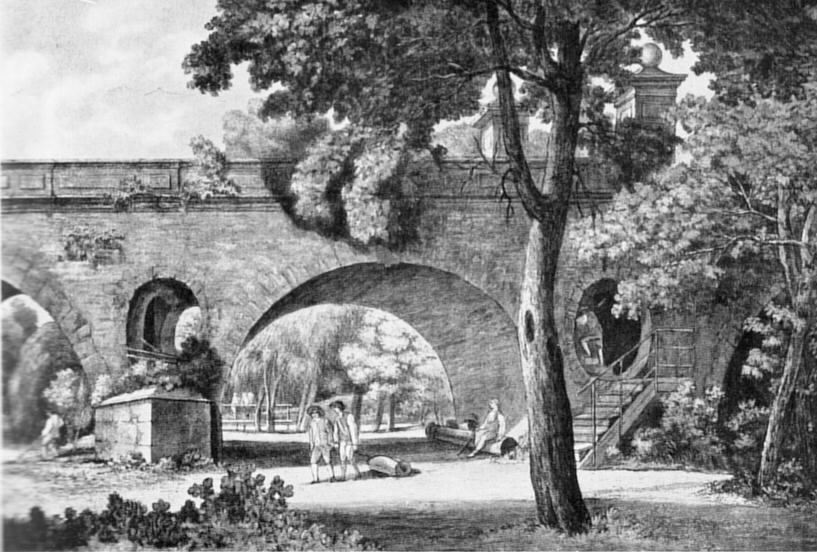
Kolorierter Stich der Sternbrücke von Georg Melchior Kraus
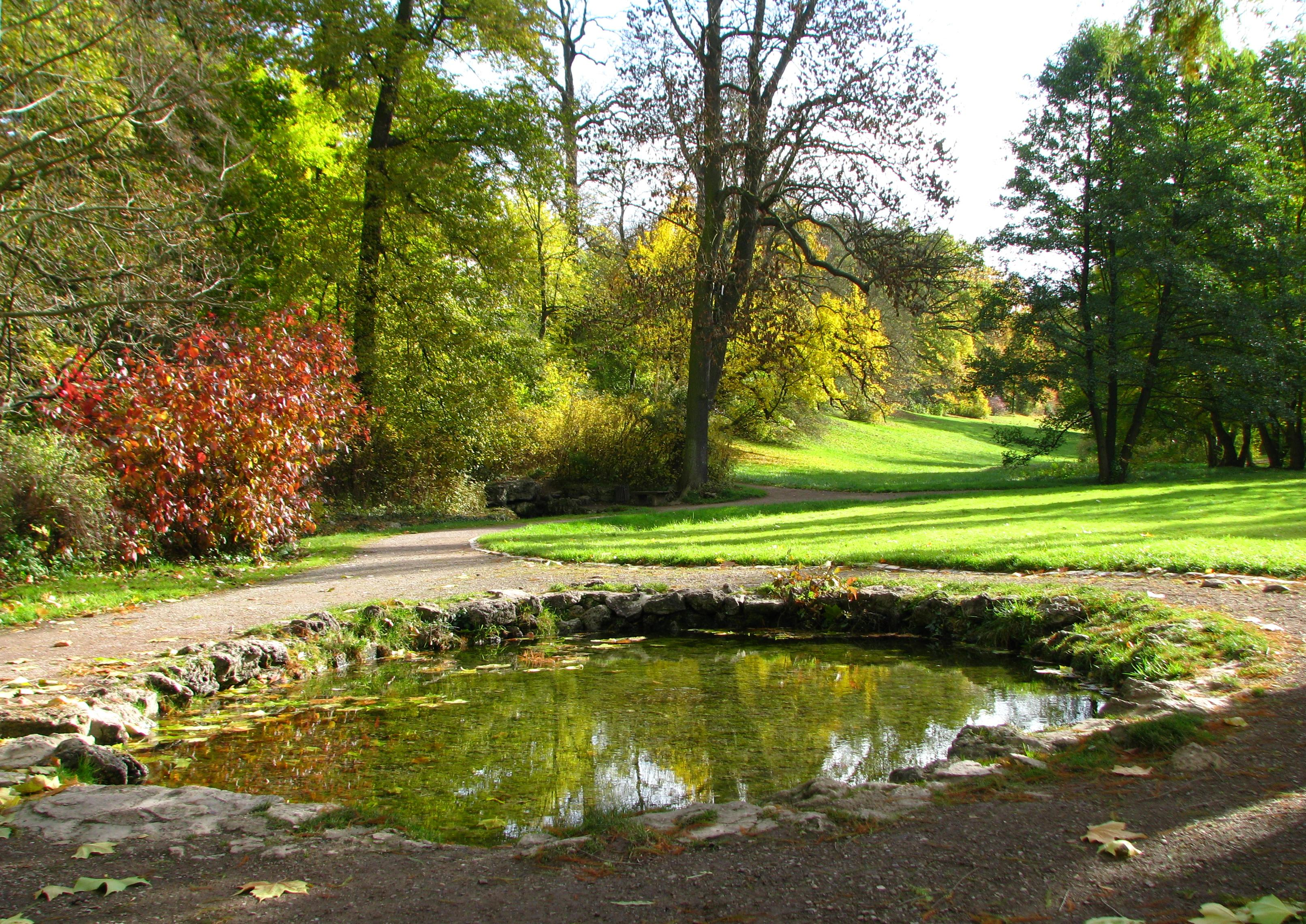
Ochsenauge, eine der drei gefassten Leutraquellen
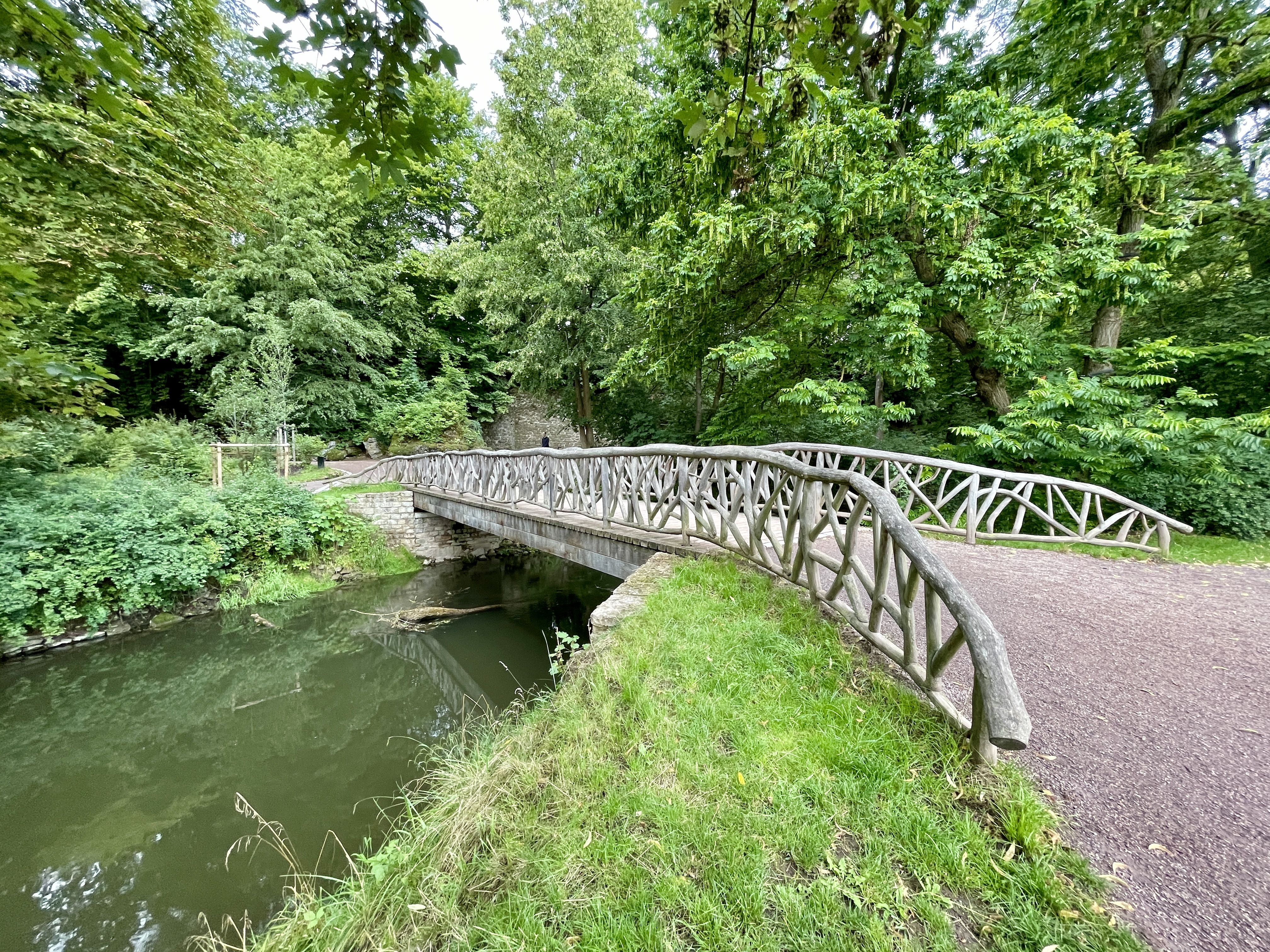
Naturbrücke Weimar
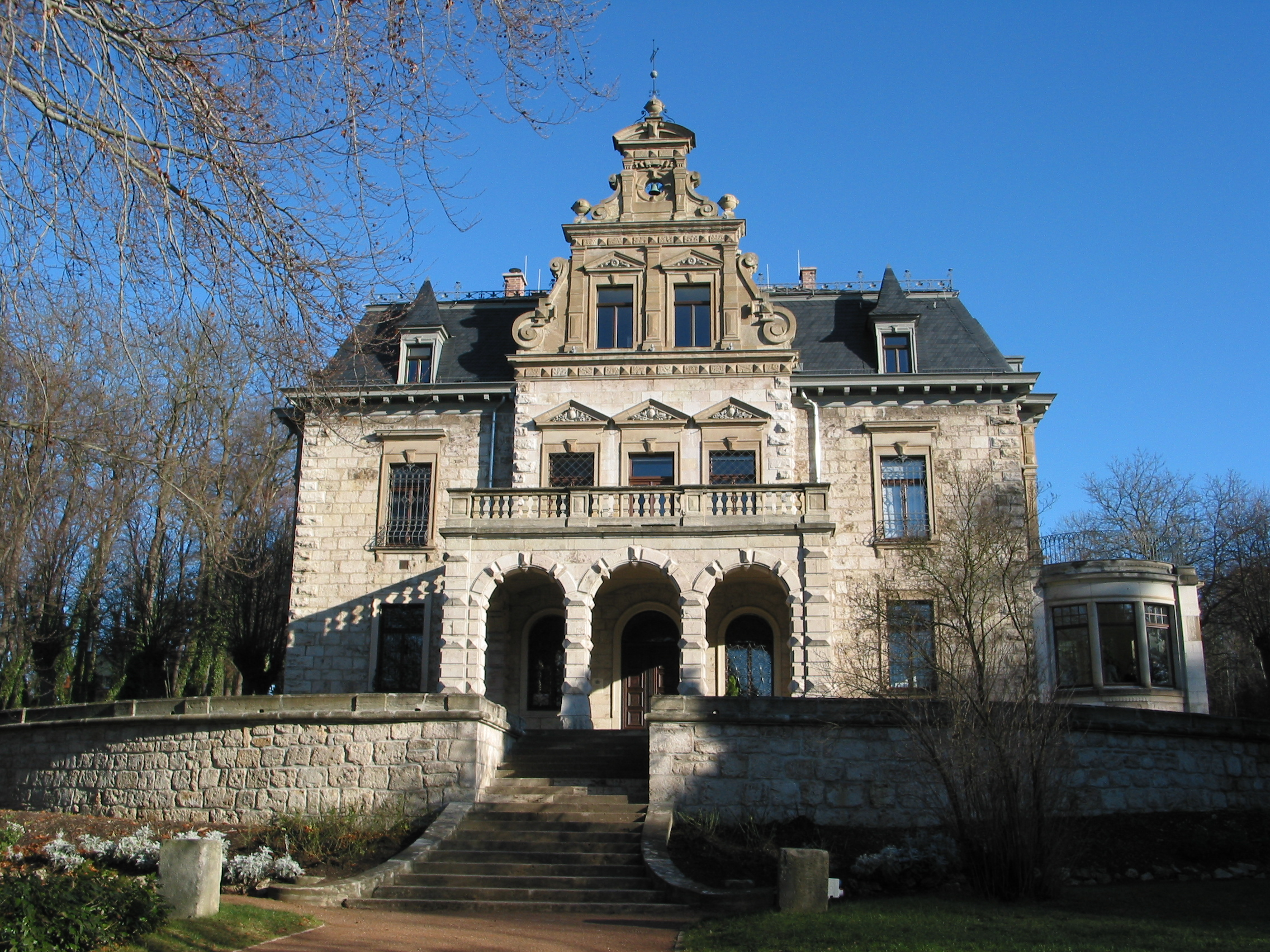
Villa Haar
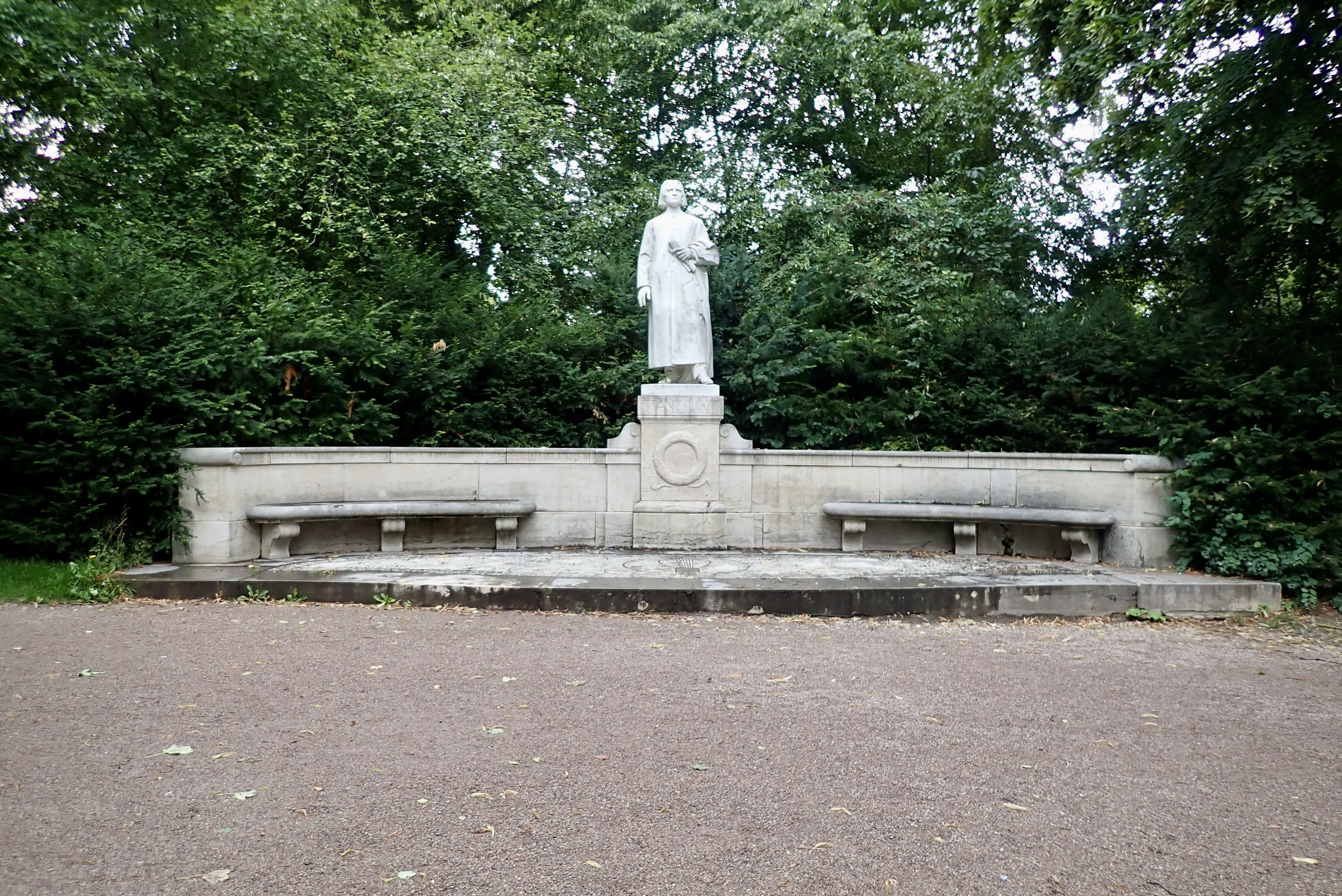
Liszt-Denkmal
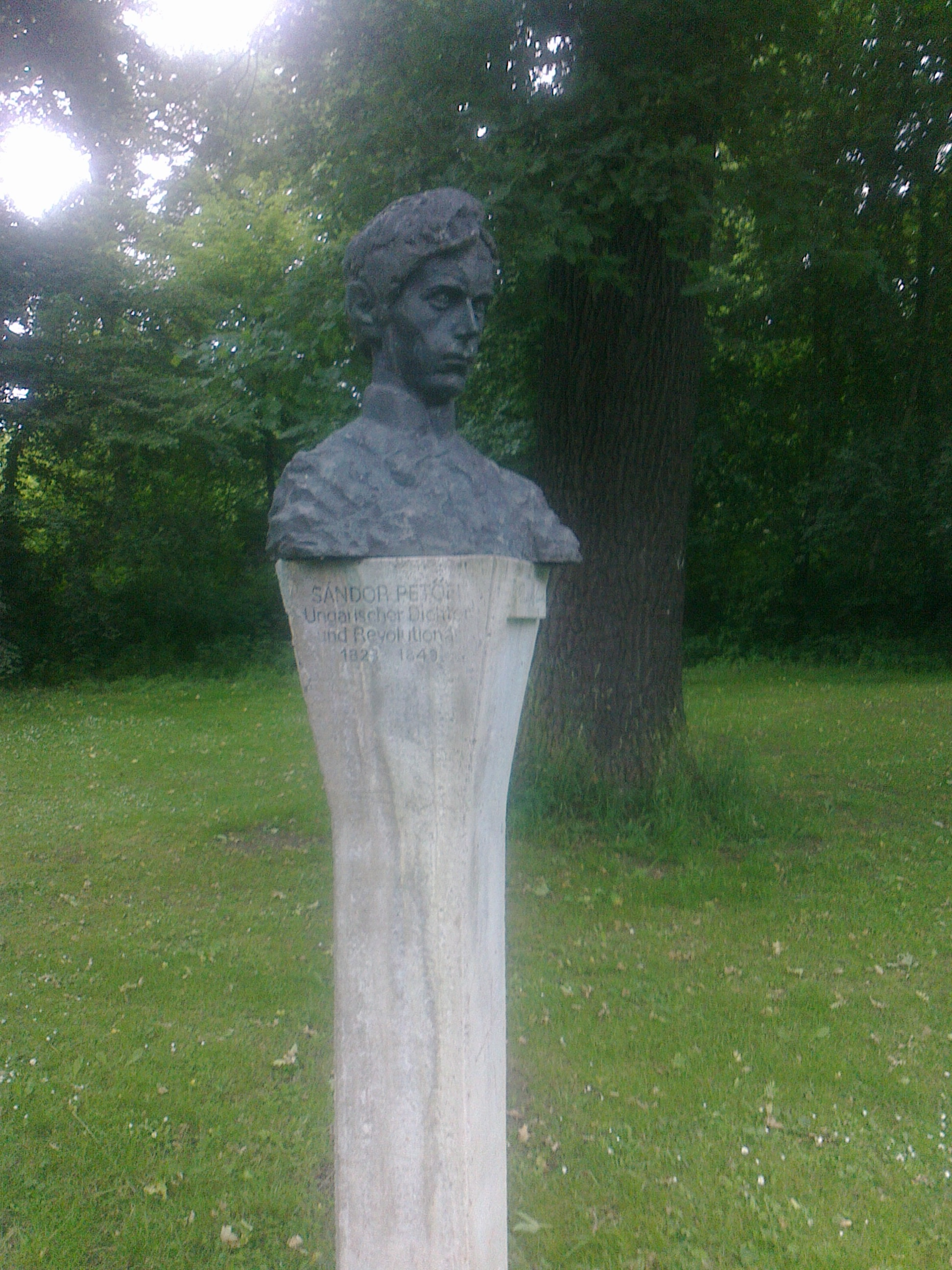
Sandor-Petöfi-Denkmal
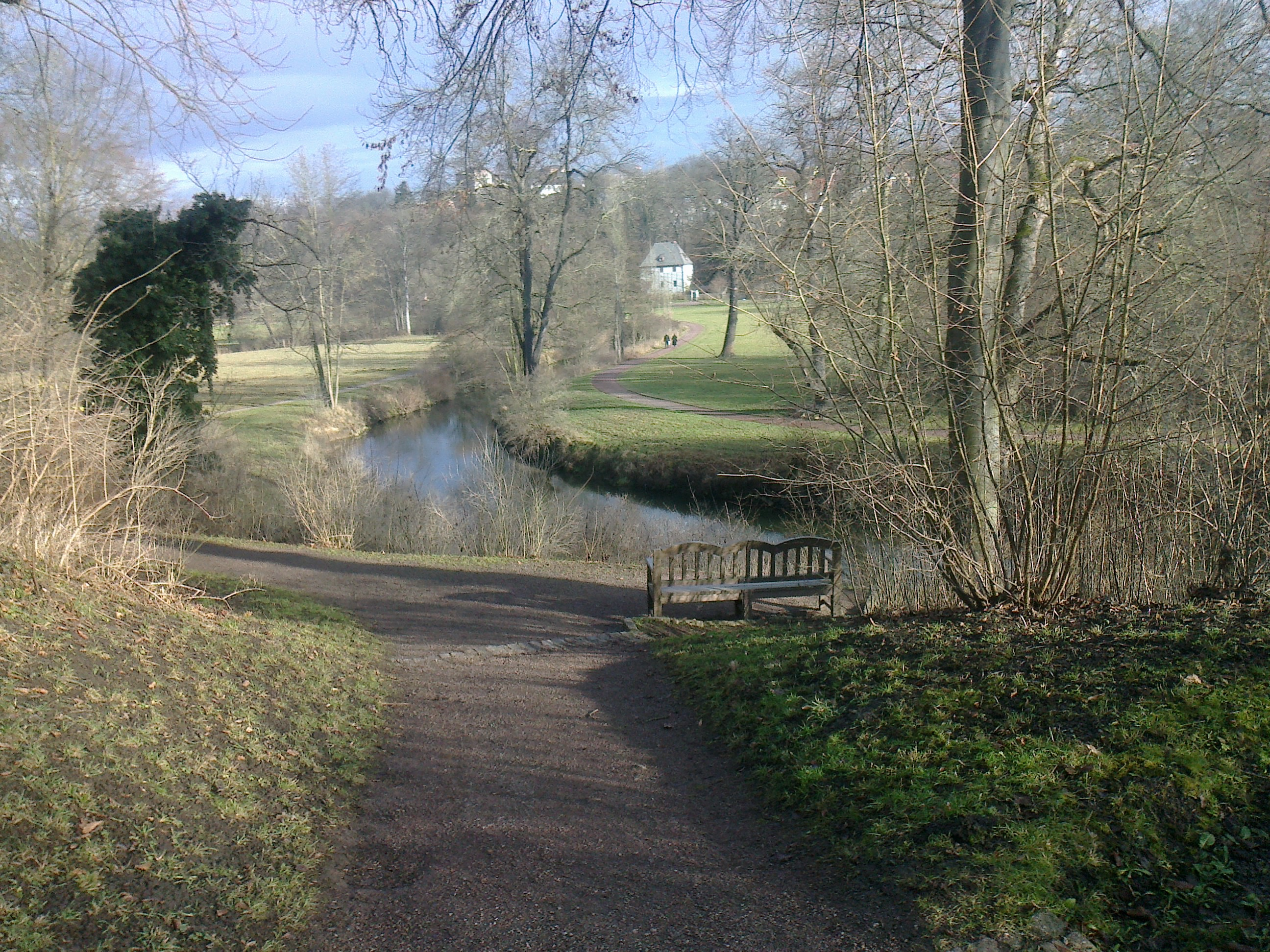
Schiller-Bank
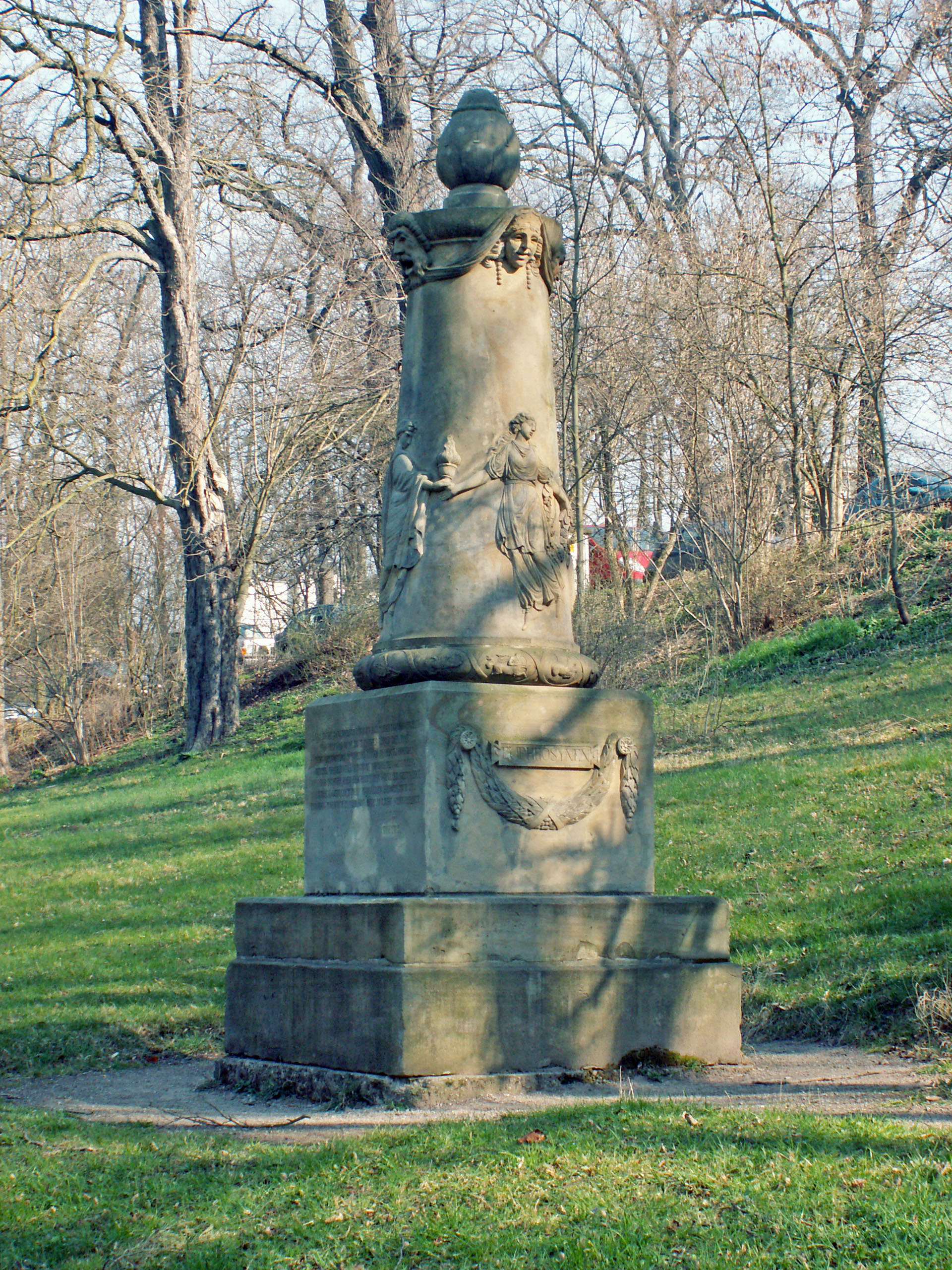
Euphrosyne-Denkmal
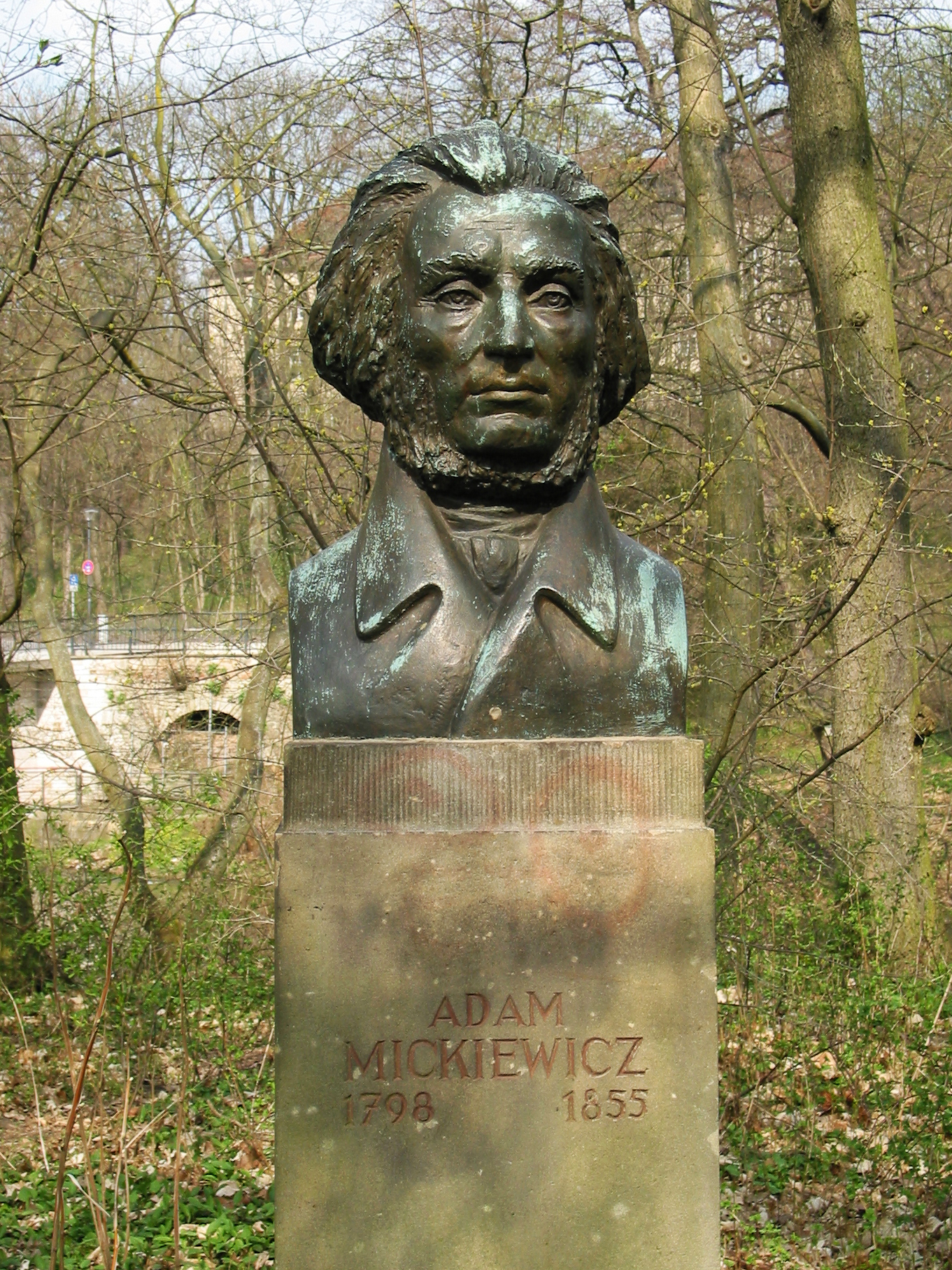
Denkmal für Adam Mickiewicz
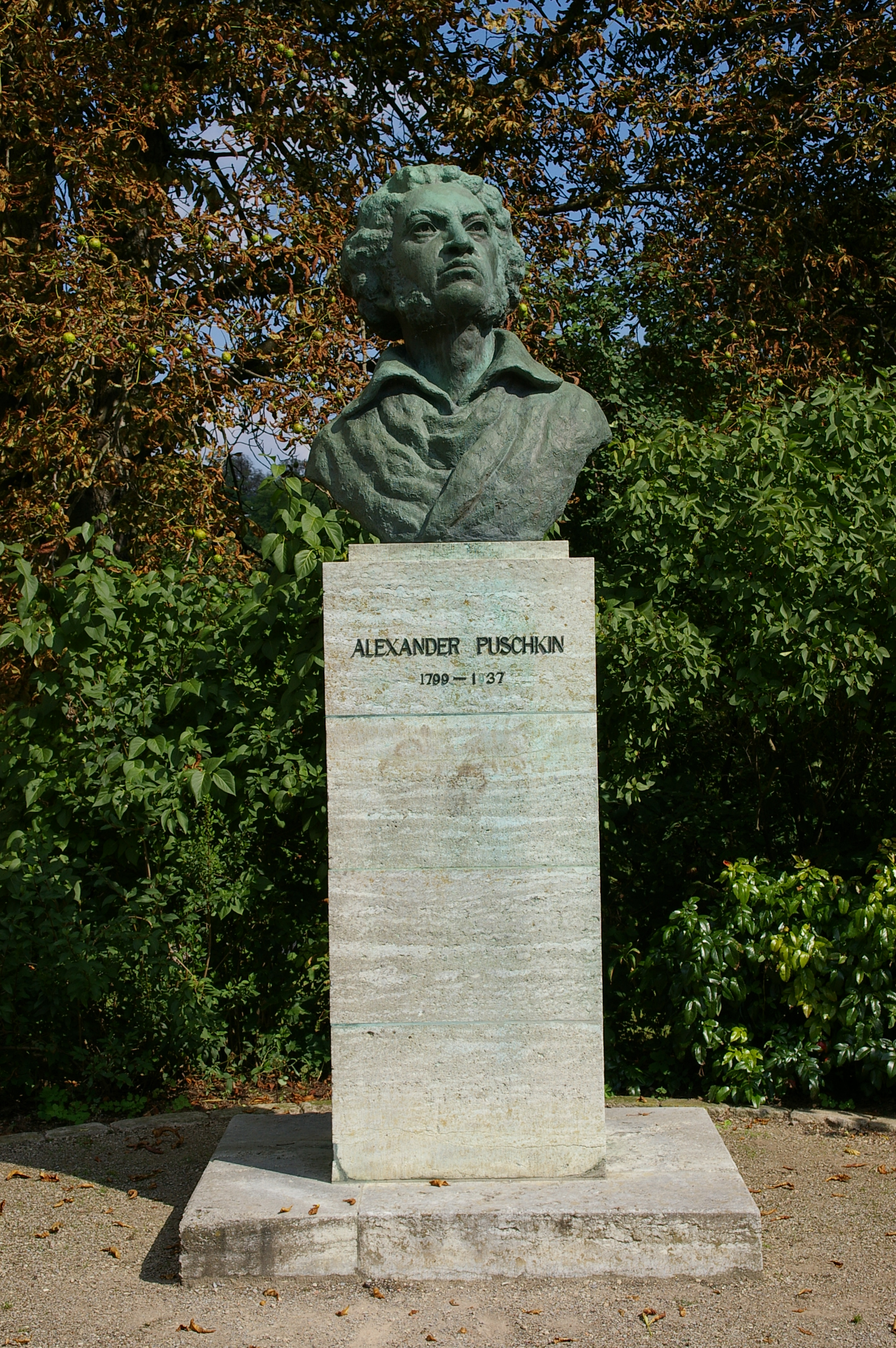
Denkmal für Alexander Puschkin
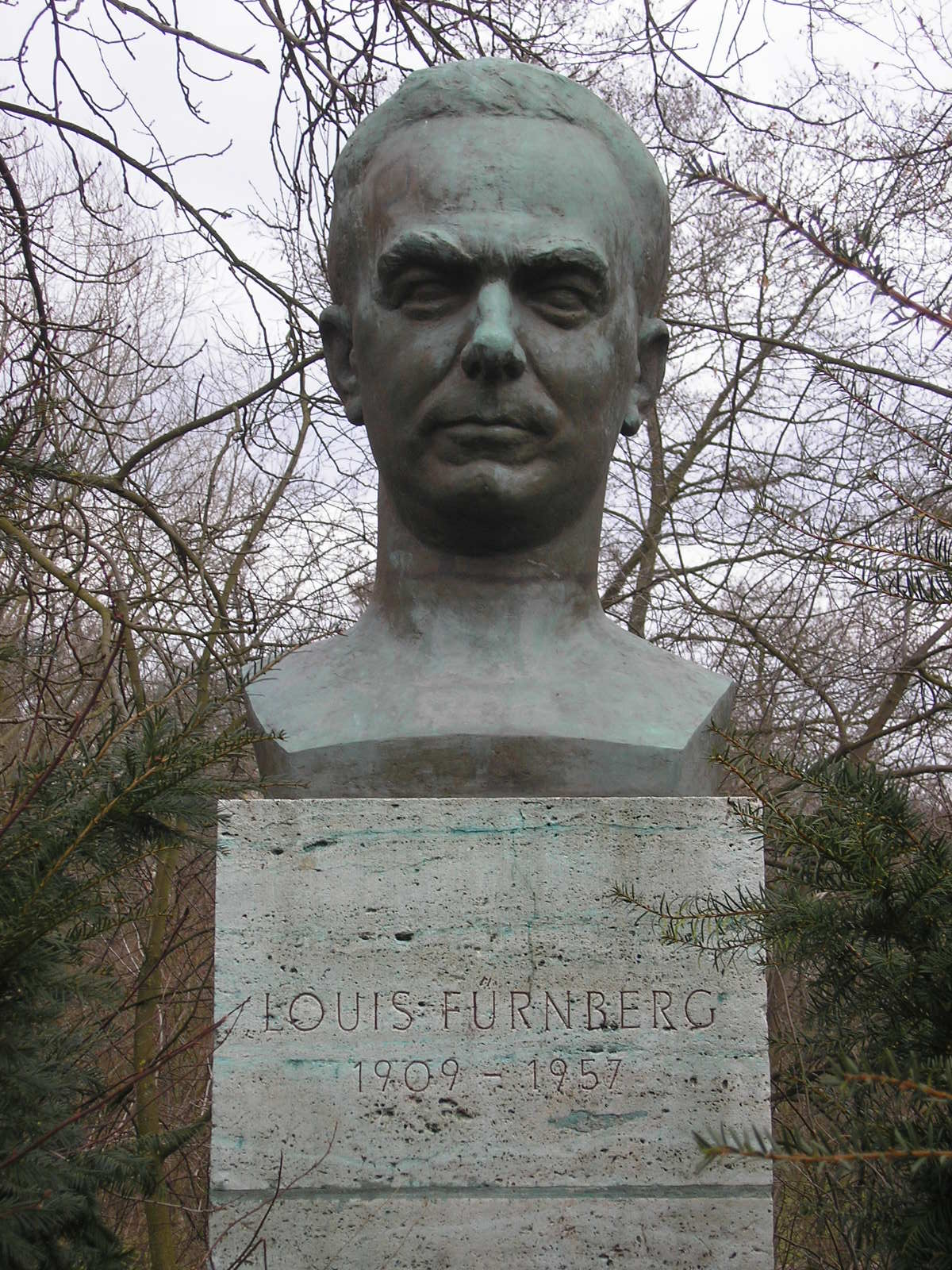
Louis-Fürnberg-Denkmal; Monumentalbronze Fürnbergs 1961 von Martin Reiner, Sockel von Franz Dospiel
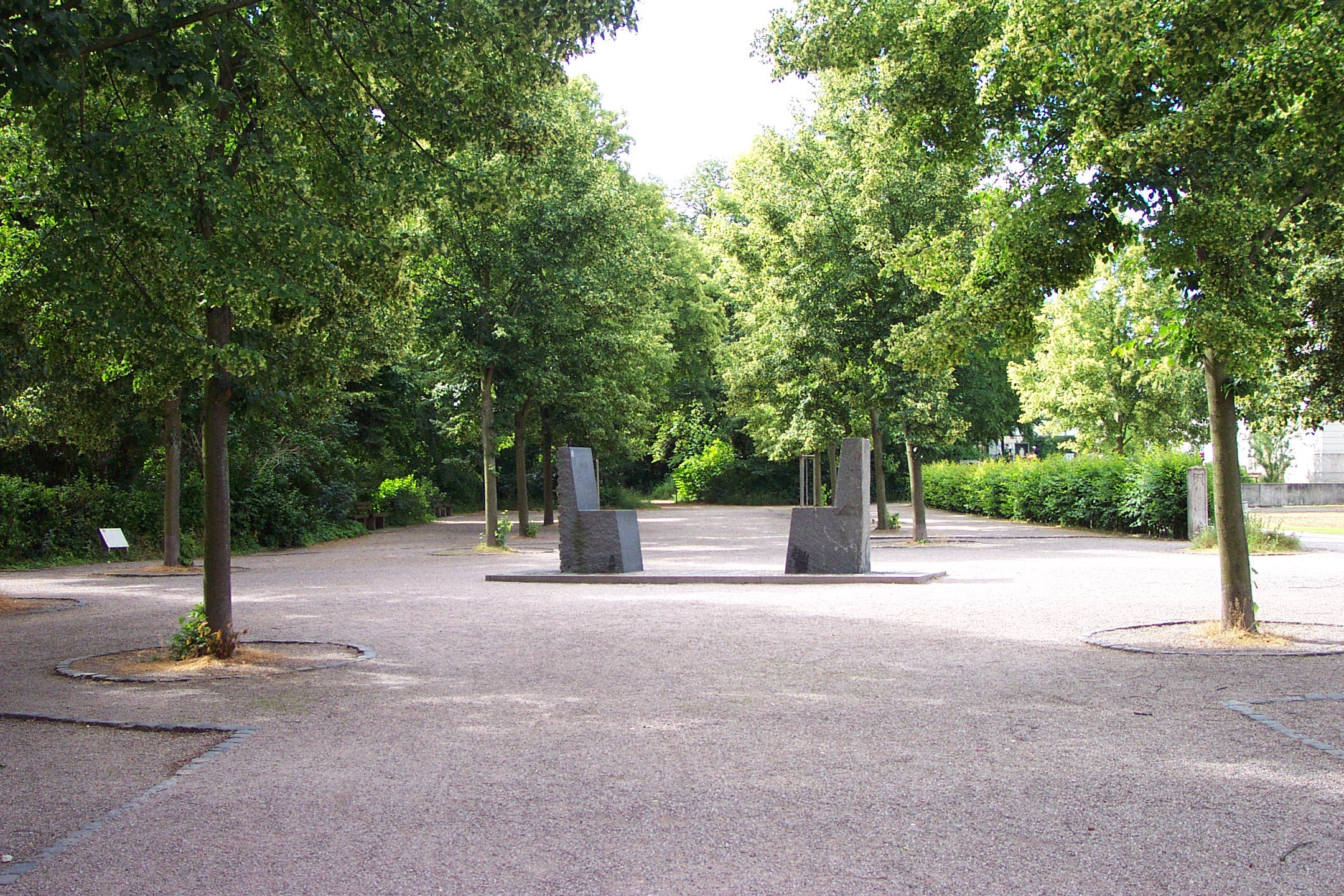
Goethe-Hafis-Denkmal
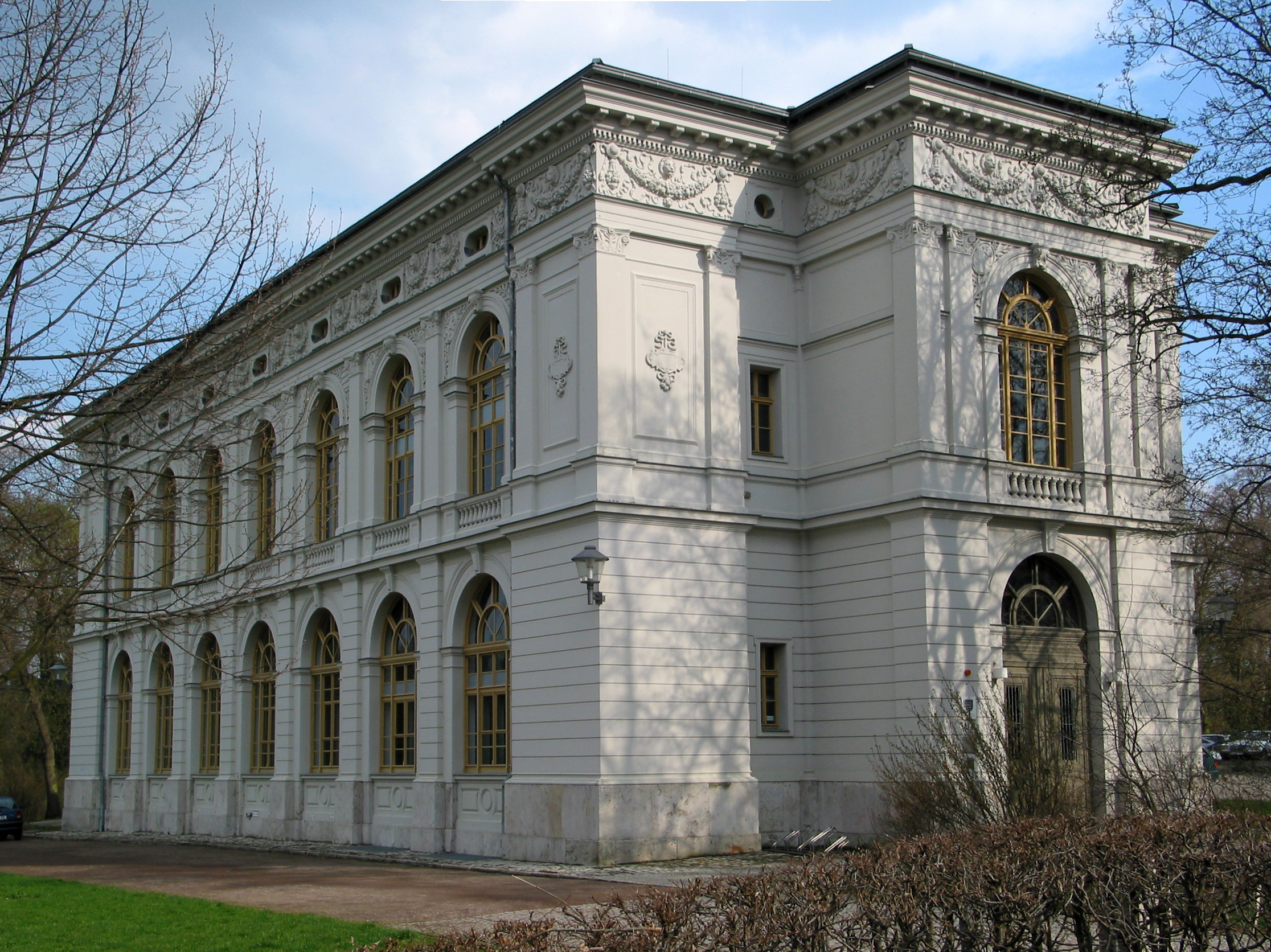
Hauptstaatsarchiv am Beethovenplatz
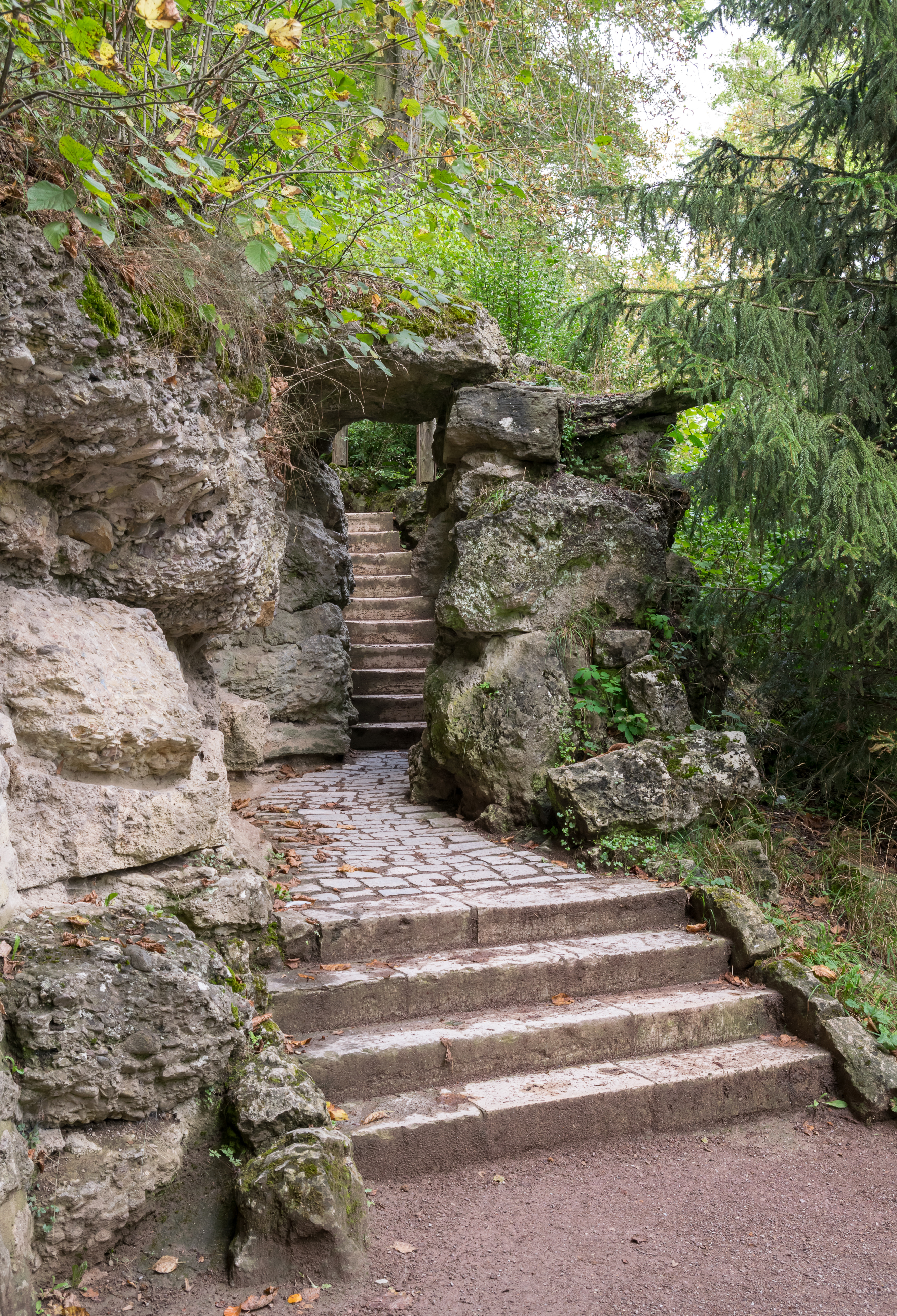
Felsentreppe, das Nadelöhr
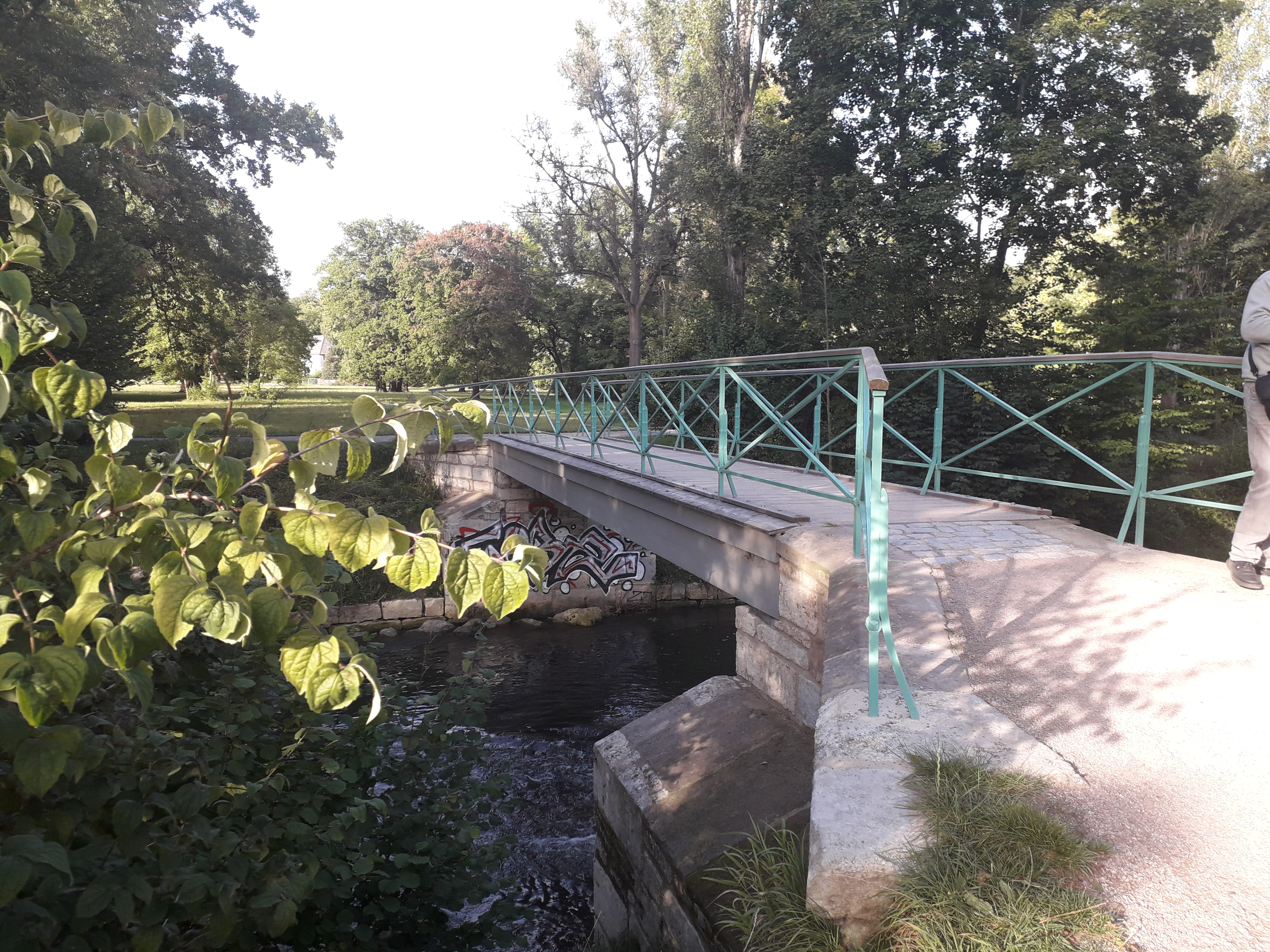
Duxbrücke
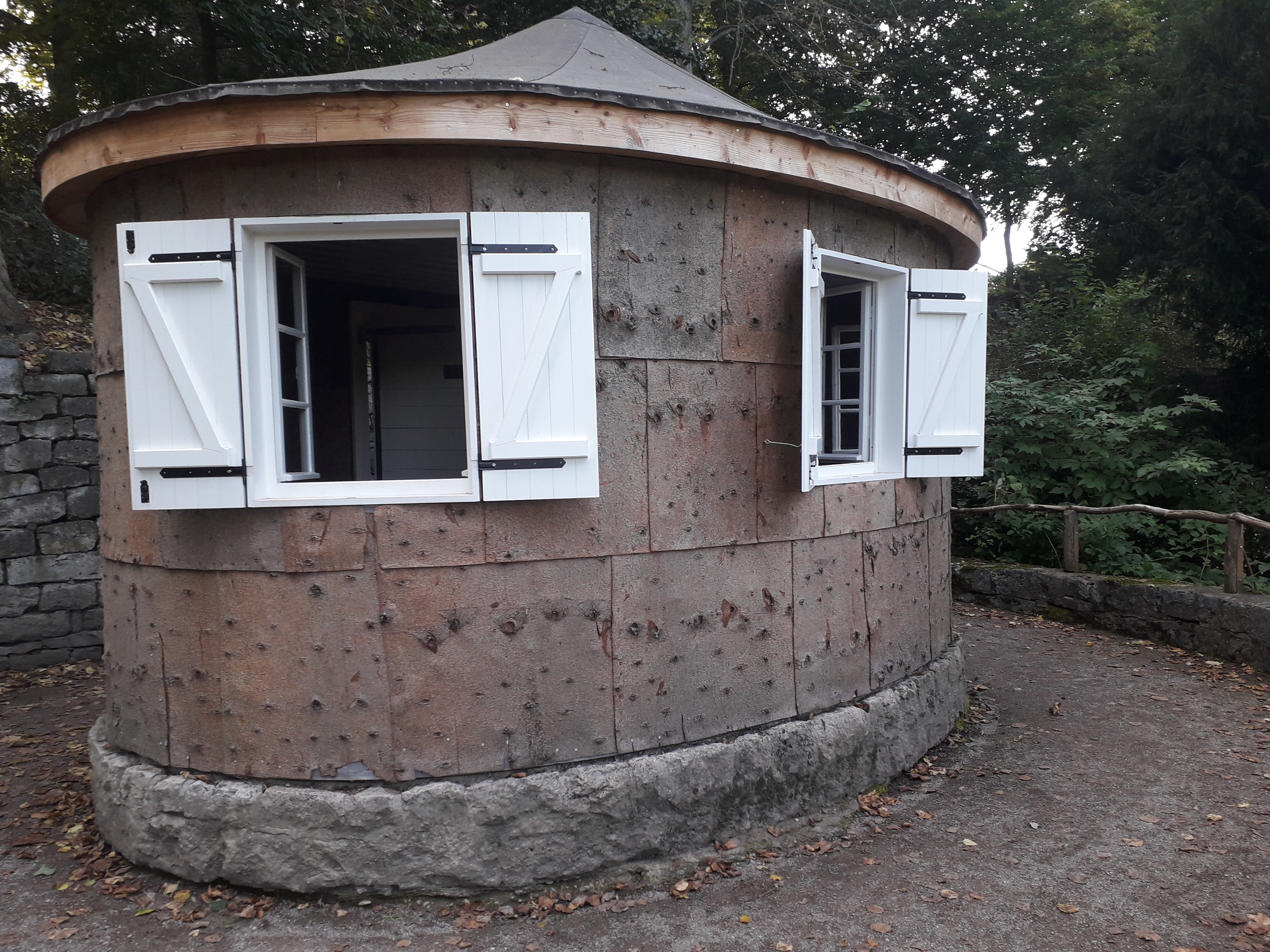
Borkenhäuschen im Park an der Ilm
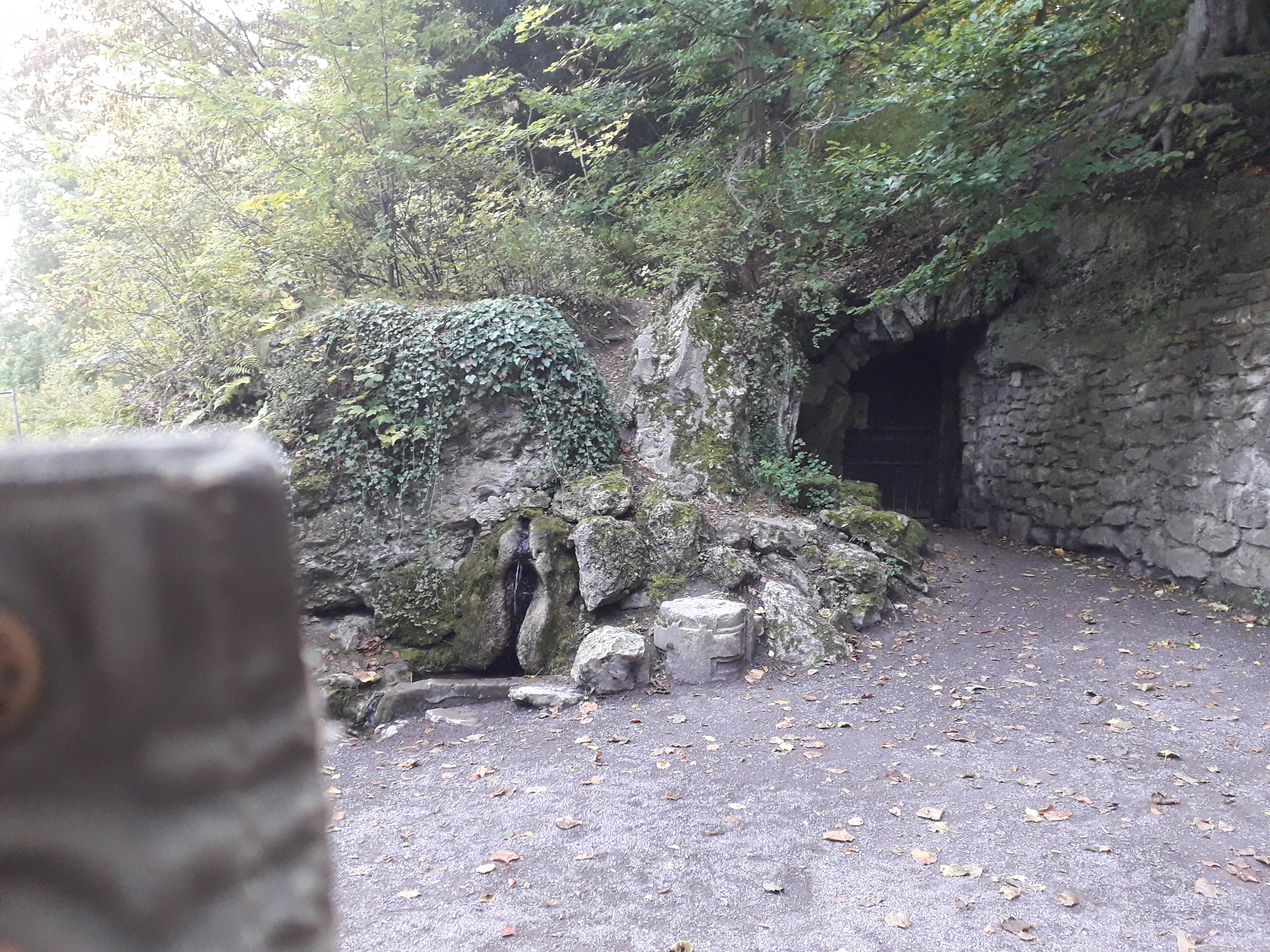
Ausgang der Parkhöhle mit Felsenquelle
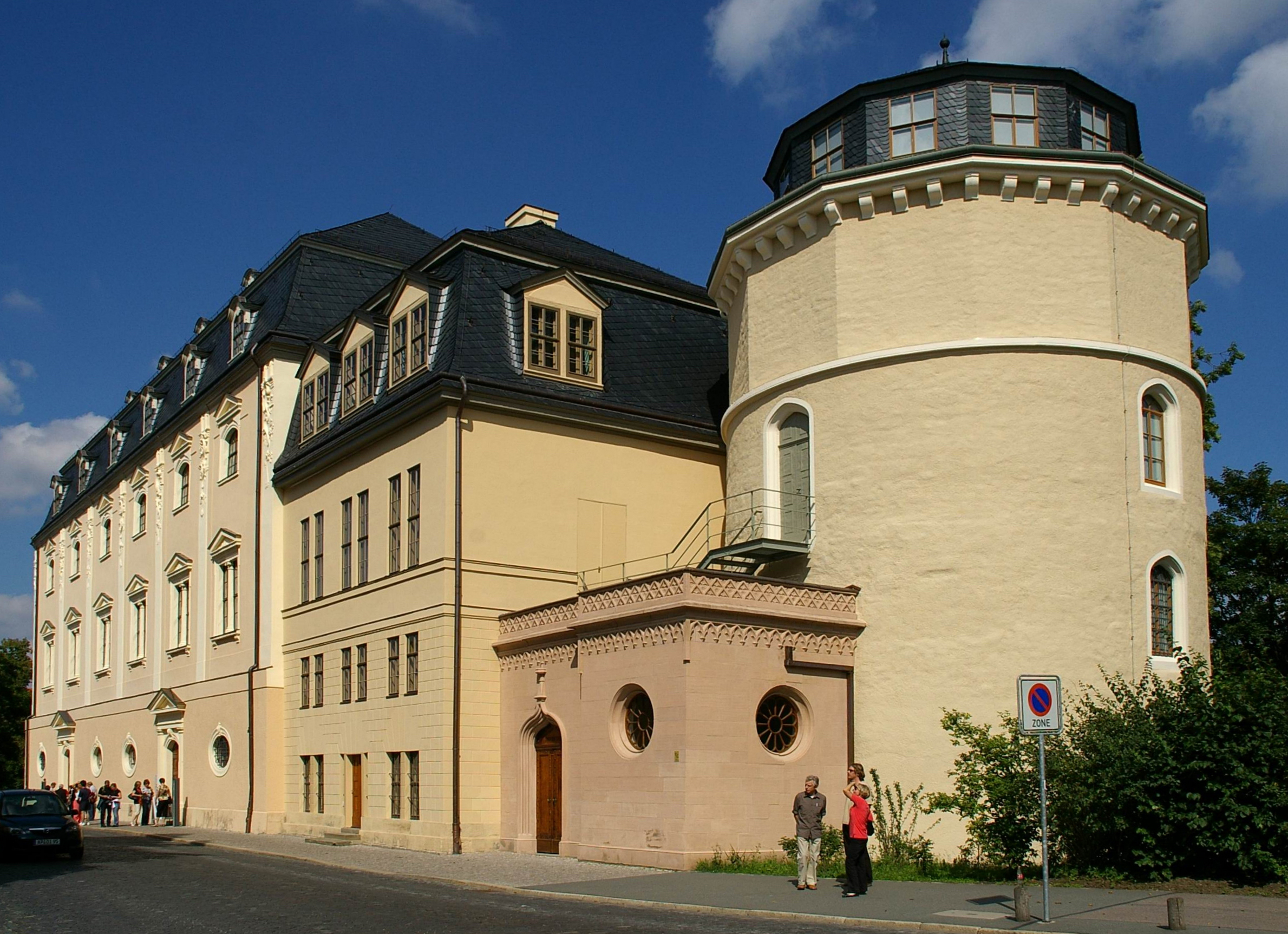
Bibliotheksturm der Herzogin-Anna-Amalia-Bibliothek

### In der Umgebung
Bemerkenswert ist auch das Haus Ithaka, das 1907 für den Dichter Ernst von Wildenbruch vom Architekten Paul Schultze-Naumburg auf einer Anhöhe oberhalb des Osthanges erbaut wurde, welches einen Blick auf den Park hatte. Diese Blickbeziehung ist jedoch ab 1997 unterhalb der Villa durch Investorenarchitektur  verbaut, wie es auch mit dem Gelände um das Schießhaus nach 2013 geschah.
In einem um 1860 vom Park abgetrennten Areal befindet sich das Parkbad (Weimar). Das wiederum ist der Bereich nahe der Kegelbrücke, wo sich einst das Rote Haus befand, das 1785 abgebrannt ist, wovon die Bezeichnungen Rothäuser Berg, Rothäusergarten und Rothäuserbergweg herrühren.
Etwas abseits bereits in Oberweimar befindet sich die Villa Haar mit den diese umgebenden Künstlergärten.